# Батайск

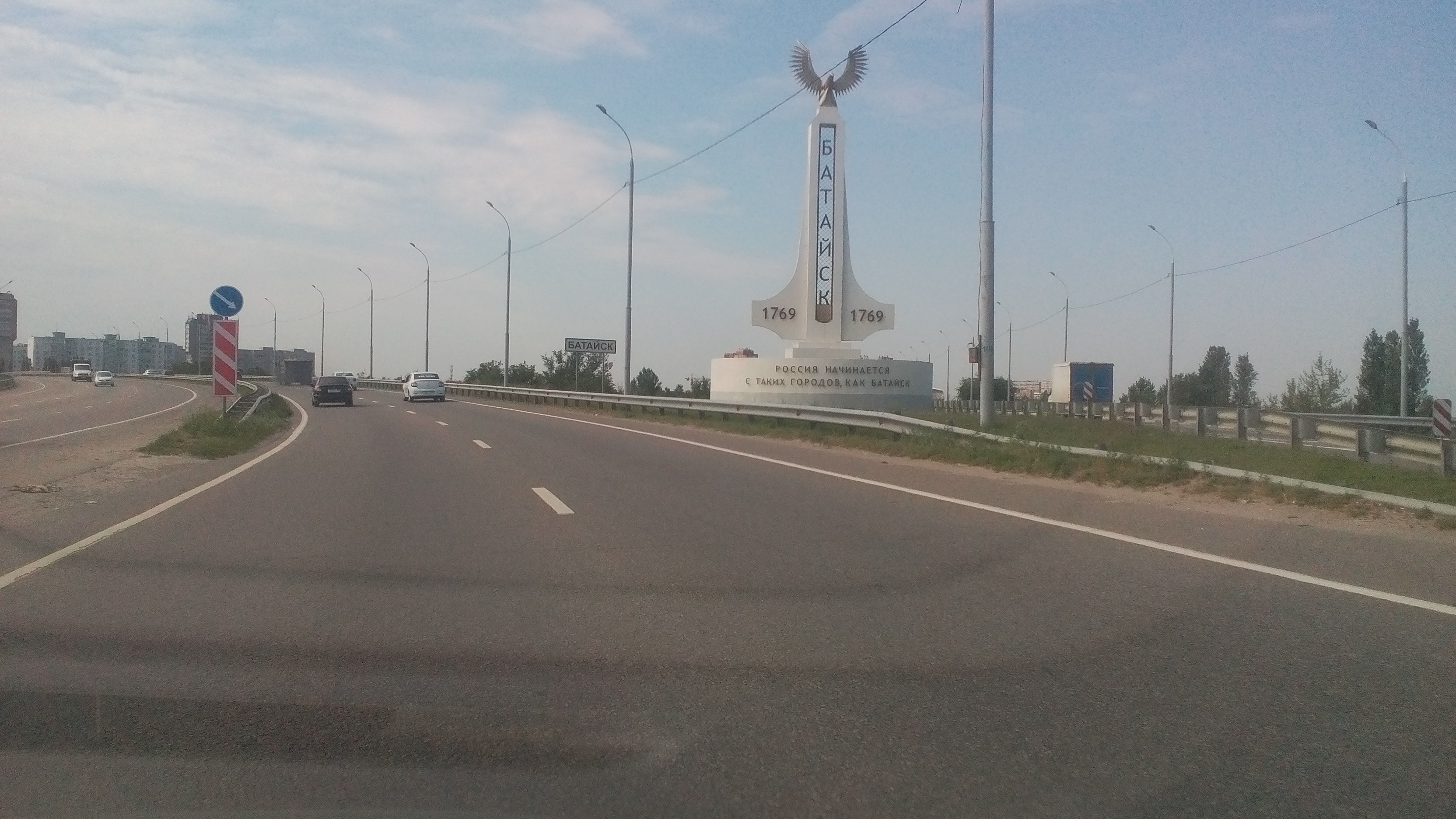
«Россия начинается с таких городов, как Батайск»

Бата́йск — город областного подчинения в Ростовской области России. Образует городской округ город Батайск.

## География
Город Батайск расположен в 15 км юго-восточнее города Ростова-на-Дону и входит в Ростовскую агломерацию. Площадь территории города — 77,68 км². 15 километров (точнее 13 километров 640 метров) это расстояние между Почтамтом Ростова-на-Дону и центральным почтовым отделением Батайска (местным почтамтом), реальное минимальное расстояние между городами по линии трассы М-4 около 360 метров.
В западной и северной частях города протекает речка Малый Койсуг. С правой стороны от объездной автодороги М-4 расположено озеро Солёное (бывший гидрокарьер Батай). В южной части Батайска, в районе посёлка Пятихатки, проходит Азовский распределительный канал. Высота над уровнем моря составляет 8 метров. Географические координаты Батайска: широта: 47°08′23″ с. ш. и долгота: 39°45′06″ в. д.
Климат умеренно-континентальный с чертами субтропического, лето жаркое, зима мягкая, часто бесснежная. В растительном покрове города присутствует много вечнозелёных лиственных и прочих теплолюбивых растений, таких как пираканта ярко-красная, юкка славная и нитчатая, гибискус сирийский, самшит колхидский, банан японский, плющ обыкновенный и др.

## Этимология
Существует несколько версий о происхождении названия города. По версии из краеведческого очерка В. Грачёва и Н. Решетняка, Батайск получил своё название от речки Батайсу́, которое, в свою очередь, якобы переводится как «ручей Батыя», ставка которого якобы располагалась в этих местах. При этом авторы не опубликовали своих источников. Однако П. Оноколов и другие краеведы не нашли никаких подтверждений нахождения ставки Батыя в этих местах, а также Оноколов обнаружил, что на карте 1747 года река уже называется Батай, а не Батайсу. По другой версии имя города происходит от слов ба тай су, что с тюркских языков означает «влажная низина с ручьём».
В Сербии есть город с похожим названием — Батайница (серб. Батајница), но происхождение его названия также точно неизвестно, а некоторые версии напоминают батайские. Одна из них гласит, что селение было основано венгерским графом Батаем, другая — что место было когда-то заболоченным и грязным (серб. «мочварно и блатњаво»), потому носило название Блатайница (серб. Блатајница), из которого со временем пропало «л». Третья версия гласит, что название Батайницы произошло от фр. la bataille (битва, читается «батай»).

## История

### Основание, XVIII век
Согласно исследованиям, проведённым Файфертом А.В (ЮФУ) найдены следы пребывания человека в окрестностях Батайска ещё в эпоху неолита (Койсугский могильник, поселение Батай 1).В течение XVIII века земли близ нынешнего Батайска несколько раз переходили от России к Турции и обратно, окончательно войдя в состав Российской Империи по итогам Русско-турецкой войны 1768—1774 годов, после чего на завоёванной территории была образована Азовская губерния. Однако заселение этих земель началось раньше: ещё в 1769 году крестьяне-великороссы перешли Дон и поселились на берегу реки Койсуг, основав Батайскую слободу. Примерно в это же время ниже по течению поселились запорожцы, основав Койсугскую слободу.
По другой версии, первыми жителями, по рассказам старожилов, были братья Сафоновы, Жикривецкие (по уличному Алиновы) и Гребенниковы-Ломовы (по уличному Аляны), которых выслали на Дон при Екатерине II. Селились они по берегу реки на возвышенном месте. Выкапывали большие ямы, надземную часть выкладывали из самана, который делали из глины, крыли камышом. После получения наделов под усадьбы (примерно по одному гектару на семью) строили дома из брёвен и досок. Материалы собирали в реке и на заливных лугах в половодье, разбирали брошенные баржи и баркасы. Из них делали каркас дома, обкладывали камышом и обмазывали глиной. После обивали досками с резьбой. Дворы поначалу обносили забором из камыша и леса высотой до двух метров, спасая домашних животных от диких зверей. Жикривецкие до сих пор живут на старом месте на улице Калинина (бывшей Иорданской). Раньше они держали в удобном месте реки, там, где сейчас улица Рыбная, лодки и баркасы, на них возили в Ростов и Азов шкуры диких и домашних животных, молоко, овощи, рыбу, которая ценилась очень высоко. Другим источником доходов первых селян были заливные луговые пастбища и плодородная земля, до появления села не тронутая ни сохой, ни плугом. С каждым годом росло стадо коров, батайское молоко продавалось в Ростове и Азове.
В 1782 году в России проводилась общая народная перепись населения. По её данным, в городской воинской однодворческой слободе Батайской в списки было внесено 324 постоянных оседлых душ мужского пола и 307 душ женского пола. Для сравнения: их можно было бы разместить в двух пятиэтажках. В 1783 году, по сведениям госархива князя Потёмкина-Таврического, в селе Батайском было 102 двора, 780 жителей, под селением — 29 десятин земли, пашенной — 4143 десятины, сенных покосов — 18113 десятин, неудобных мест — 1389 десятин. Лесов, деревьев, кустарников нет. В селе стояла церковь деревянная Покрова Пресвятой Богородицы. Церковь, по мнению В. Скнарёва, находилась в конце улицы Михайловской (ныне Луначарского), однако здесь могла закрасться ошибка: позже на этом месте стояла Михайловская церковь.

### XIX — начало XX века

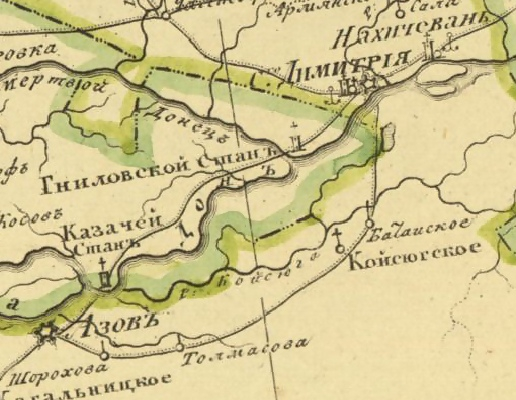
Сёла Койсюгское и Батайское и находящиеся рядом города на карте России 1816 года. Село Койсюгское обозначено прямым шрифтом как имеющее население более 500 человек, Батайское обозначено как «деревня» с населением менее 500 человек, Ростов-на-Дону называется «С. Димитрия» (Святого Димитрия). Речка носила название Койсю́га (это название употреблялось по крайней мере до XX века как разговорное название реки Койсуг).

Конец XVIII — начало XIX веков стали периодом быстрого заселения и хозяйственного освоения Северного Кавказа. К середине XIX века Батайск был уже большим быстрорастущим селом. Историки утверждают, что именно в эти десятилетия по числу населения село Батайское перегнало многие уездные города центральной России.
В 1801 году оно представляло собой одну улицу, названную впоследствии Набережной (сейчас — Половинко), застроенную между нынешними улицами Калинина и Куйбышева. В центре села, где сейчас находятся переулки Короткий и Малый, был слободской центр. На нём к 1810 году построили деревянную Михайловскую церковь во имя святого Архистратига Михаила, а также здание сельского правления, расправу, арестантскую и, несколько позже, сельское прикладное училище.
Батайск разрастался на юг, в основном вдоль переулка Мостового (Куйбышева). Появились улицы Церковная (Ленинградская), Михайловская (Луначарского), переулок Иорданский, в просторечии Арданский (Калинина).
Первая от реки была улица Набережная (Половинко). Улицу Ленинградскую называли Атаманской. На углу нынешних улиц Ленинградской и Московской жил скупщик скота Галкин, который закупал в Сальских степях до 400 голов скота в год, доращивал их на заливных сочных лугах и продавал в Ростове. Улицу Куйбышева называли Мостовой, это была главная улица Батайска. По Мостовой на Ростов с юга шли караваны обозов, гнали скот через несколько деревянных мостов в пойме. Она была одна из первых в селе выложена бутовым камнем, начиная от Конной (ныне М. Горького). Значительную её часть занимал глубокий овраг, который отчасти сохранился до строительства автомобильной развязки в XX в. Улицу Мира называли Колодезная. На ней от улицы Конной (М. Горького) до реки было два или три общественных колодца с пресной питьевой водой. Улица Энгельса называлась Кузнечной. Здесь находились частные кузницы, где можно было подковать лошадь, сделать железный обод на колесо, ось телеги и другие кузнечные изделия. Например, там могли ковать домашнюю утварь и сельскохозяйственный инструмент: кочерги, ухваты, тяпки, серпы, косы и прочее. Улица 50 лет Октября называлась Азовской, отсюда была одна из дорог на Азов. Здесь проживали зажиточные батайчане, было административное здание (ныне церковь), находились лавки купцов. Улица Фрунзе называлась Солдатской, поскольку по ней часто шли колонны солдат из Азова в Новочеркасск через переезд напротив нынешнего локомотивного депо. Садовая названа была в честь поповского сада, который был в районе железной дороги, и этот сад, по словам старожилов, положил начало садоводству у многих батайчан. Заводская названа из-за кирпичного завода, который в старину находился возле железной дороги, так как кирпич поставлялся на станционные постройки. Последней в селе была улица Конная (ныне М. Горького), названная так за частое движение повозок и карет в Азов и обратно. Улица Речная появилась (по данным Скнарёва, к концу XVIII века) на месте, где протекала небольшая речушка.
Село имело 830 дворов, или, как их тогда называли, усадеб. В селе насчитывалось 2835 мужчин и 2870 женщин. Существовали кирпичный завод, маслобойня, 53 ветряные мельницы. Возле Мостовой был причал, отсюда на баркасах плавали к Дону. Перевозили живой скот, продукты питания, шерсть и прочие грузы. Где-то на берегу реки Койсуг находилась фабрика Дмитрия Змеева, на которой вольнонаёмные люди изготавливали чулки и перчатки.
В 1856 году Батайск был центром одноимённой волости, в которую входили слобода Койсуг, хутора Кулешовка, Высочино, Кочеванчик, Самарский, сёла Ново-Николаевка, Ново-Батайск. В статистических сведениях об экономическом состоянии Батайского волостного общества за 1885 год говорилось, что по смете отчислялось, например, на мирские расходы — 6161 рубль, на содержание волостной почты и пожарных лошадей — 1300 рублей.
Строительство Владикавказской железной дороги явилось мощным толчком в развитии села Батайского. 14 июля 1875 года была открыта станция Батайск Владикавказской железной дороги.
В 1887 году Ростовский уезд, в который входил Батайск, переводится из Екатеринославской губернии в Область Войска Донского.
На 1904 год в селе Батайском проживало 17 616 человек; насчитывалось 11 улиц, 2576 жилых домов, 2 церкви и 4 низших училища.

### Батайск в 1924—1941 годы
В 1924 году образован Батайский район с центром в селе Батайском.
В 1925 году началась электрификация, давшая бо́льшие возможности развитию промышленности, в том же году село было преобразовано в рабочий посёлок.
В 1930 году было принято решение строить на восточной окраине Батайска аэродром, вокруг которого впоследствии появился Авиагородок, являющийся ныне одним из жилых кварталов города. Открылись авиаремонтный завод и Авиационная школа ГВФ открылась в 1931 году, с 1938 года получила имя А. К. Серова. Из стен авиашколы вышли 103 Героя Советского Союза, в том числе пять дважды героев. Среди выпускников училища — знаменитый Алексей Маресьев, позже — лётчики-космонавты СССР, дважды Герои Советского Союза Владимир Михайлович Комаров, Евгений Васильевич Хрунов и Виктор Васильевич Горбатко, а также знаменитый лётчик-испытатель Александр Саввич Бежевец .
В период с марта 1929 года по январь 1935 года рабочий посёлок Батайск (с населением в 36,9 тысячи жителей) находился в административном подчинении Ростовского-на-Дону городского совета.
12 января 1935 года вышел первый номер районной газеты «Вперёд». В том же году в посёлке открылся собственный хлебокомбинат.
26 октября 1938 года рабочий посёлок Батайск Батайского района был отнесён к разряду городов с сохранением прежнего наименования.
26 февраля 1939 года Батайский район Ростовской области был ликвидирован. Сельсоветы ликвидированного района подчинены: Койсугский — Батайскому городскому совету и Кулешовский — Азовскому райисполкому Ростовской области.
В 1940 году сеть промышленных предприятий города Батайска увеличилась до 11. На предприятиях было занято 7 тысяч человек. Преобладала пищевая промышленность, выпускавшая в основном кондитерские изделия. Большая часть жителей города работала на предприятиях железнодорожного транспорта (на станции, в депо и других организациях).
В 1941 году в Батайск уже насчитывалось 13 промышленных производств.

### Годы Великой Отечественной войны
В период Великой Отечественной войны в ноябре 1941 года над городом нависла серьёзная опасность оккупации, когда в ходе наступления немцам удалось взять Ростов. Бомбардировки Батайска усилились, попытки противостоять им с помощью самолётов У-2 и зенитных орудий успехов не принесли. Однако уже 28—29 ноября Красная Армия перешла в контрнаступление, освободив Ростов и отбросив немцев к Таганрогу.
В ходе начавшегося наступления на Кавказ, 27 июля 1942 года Батайск был взят практически без боя немецко-фашистскими войсками. Данные городского архива свидетельствуют о том, что в период оккупации фашистами было убито 595 жителей города, в том числе дети. Около ста юношей и девушек были угнаны в Германию. В боях за освобождение Батайска погибли 217 человек. Были взорваны и разрушены промышленные предприятия, все строения и пути железнодорожного узла, электросети, телефонные и телеграфные линии. Из имевшихся в городе 6886 частных домов, построенных в довоенный период, было сожжено и разрушено 2745. Из 121 дома жилого коммунального фонда до основания было разрушено 75 домов, уничтожено 35 тысяч деревьев . После 196-дневной оккупации был освобождён 7 февраля 1943 года войсками Южного фронта в ходе Ростовской операции.
К 1943 году общий ущерб от разрушений составил 41,7 млн рублей. Всего за период Великой Отечественной войны погибло 3688 батайчан.

Памятник в честь освобождения Батайска
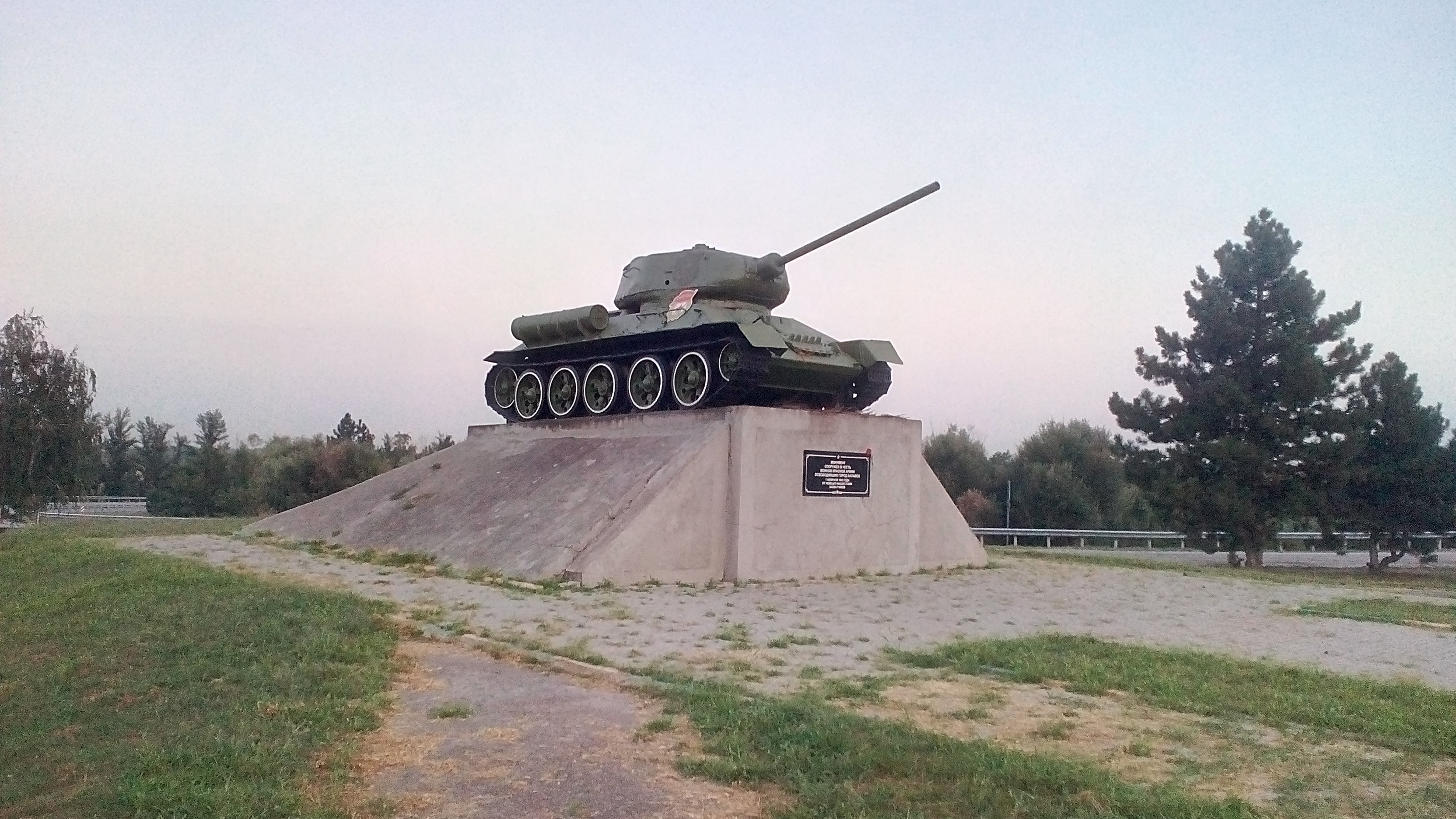
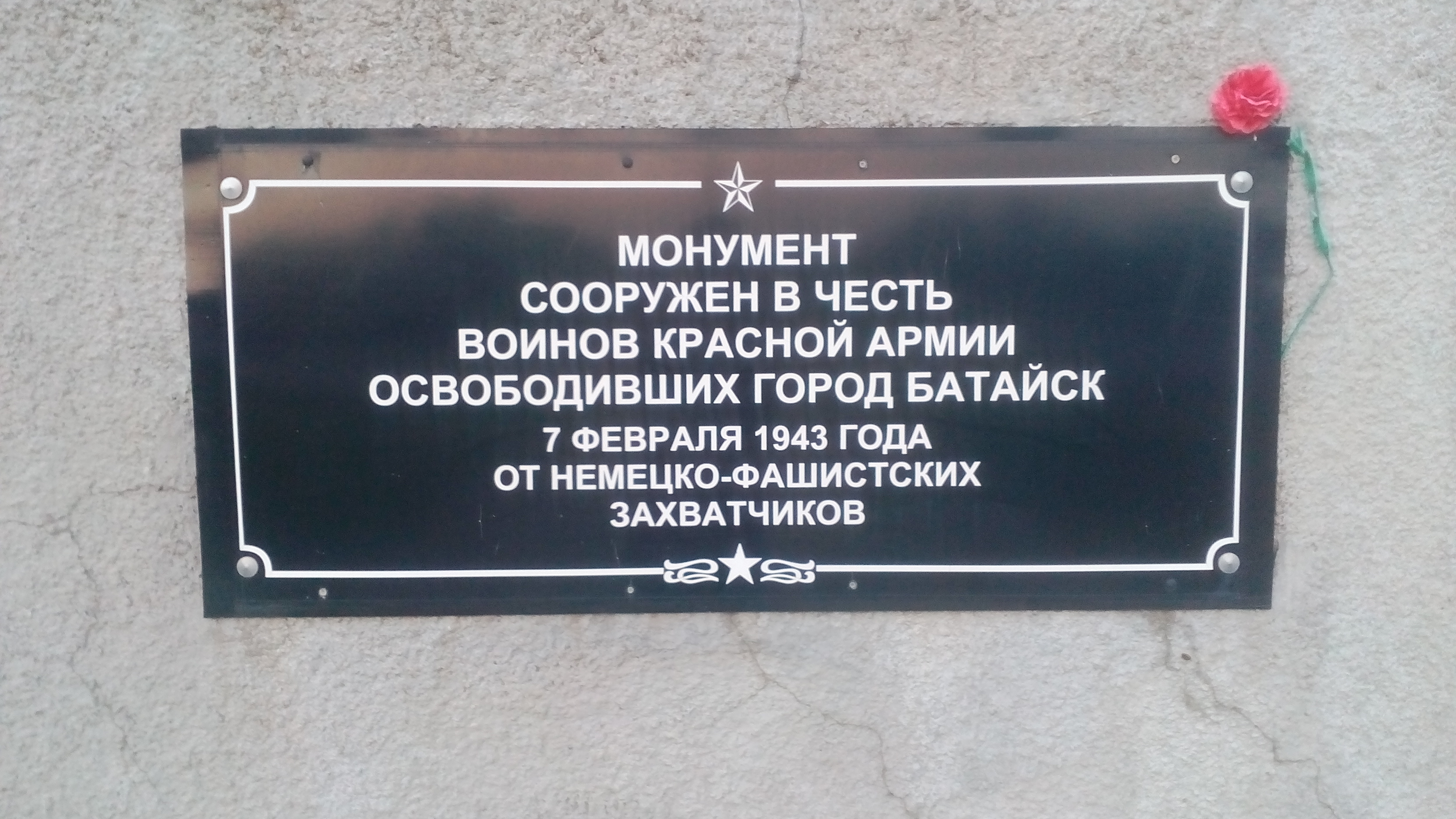
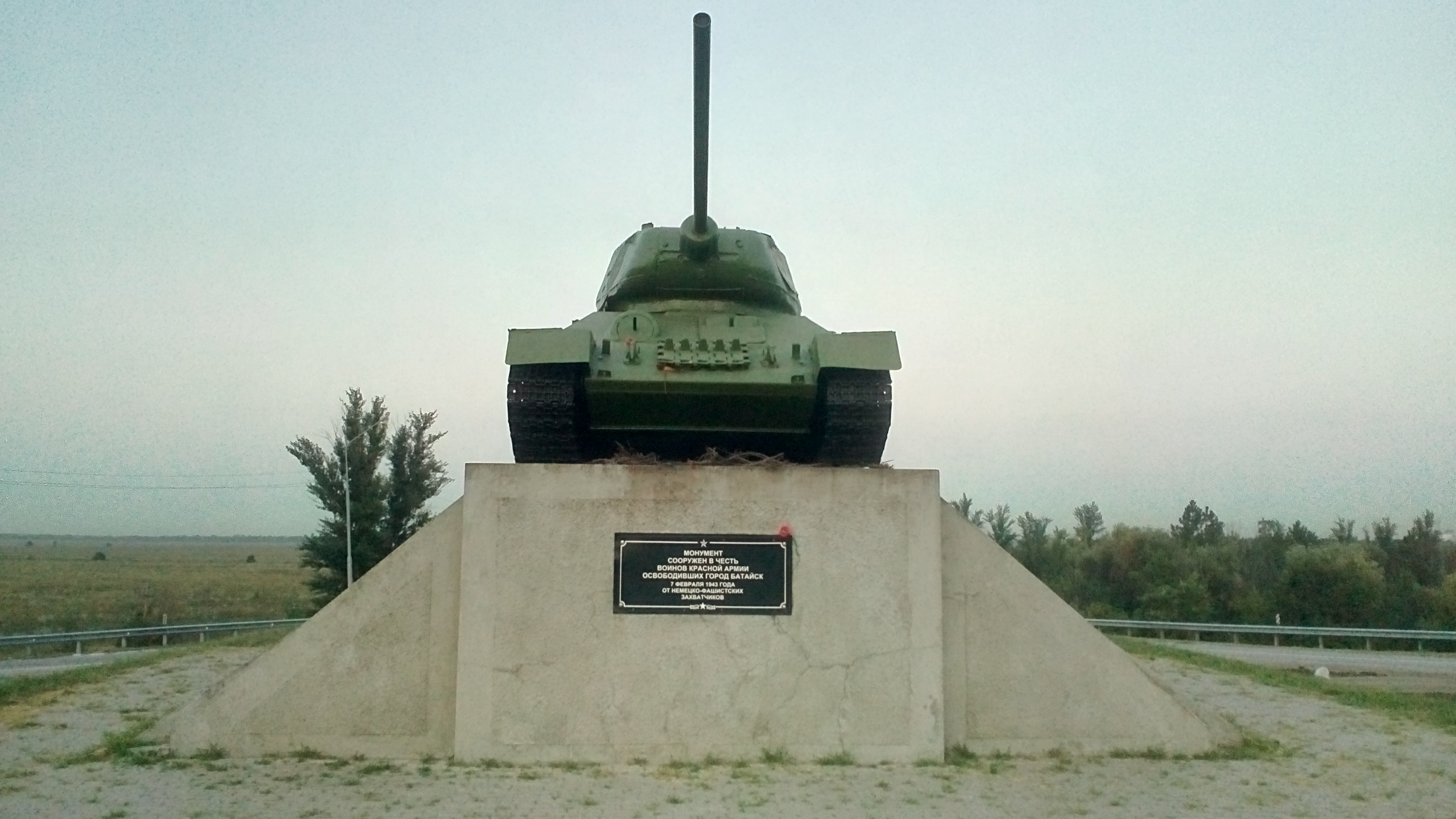

### Современный Батайск

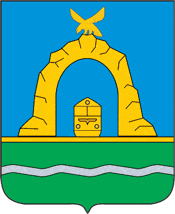
Старый герб города

В послевоенные годы продолжал расти, в 1959 году в городскую черту включено село Койсуг, что позволило Батайску войти в разряд средних городов, так как население увеличилось практически на треть.
Промышленные предприятия, объекты транспортной инфраструктуры, больница, поликлиники и клубы были восстановлены и построены батайчанами уже в период первой послевоенной пятилетки. К шестидесятым годам объём валовой продукции в Батайске по сравнению с 1940 годом вырос в тридцать раз.
В 1964 году на железнодорожном узле произошел технический переворот — вышли в рейс первые электровозы. На Батайском железнодорожном узле появилось новое предприятие — дистанция контактной сети.
В 1970—1980 годах город успешно благоустраивался. Застроены Комсомольский городок и микрорайон имени Гайдара. Переоборудована площадь имени Ленина, построены Дворец культуры имени Гагарина и городской Дом культуры и другие объекты.
С 1987 года началась застройка многоэтажными жилыми домами нового микрорайона «Северный».
В 1997 году город Батайск получил статус муниципального образования «Город Батайск». Были образованы органы местного самоуправления Городская Дума города Батайска и Администрация города Батайска, которую возглавляет Мэр города.
В 2005 году Батайск стал муниципальным образованием со статусом городского округа «Город Батайск».
В 2008 году утвержден генеральный план городского округа «Город Батайск», а также правила землепользования и застройки города Батайска.
В настоящее время город разделён на несколько микрорайонов, основные — Северный, Южный, Восточный и Западный (Койсуг).

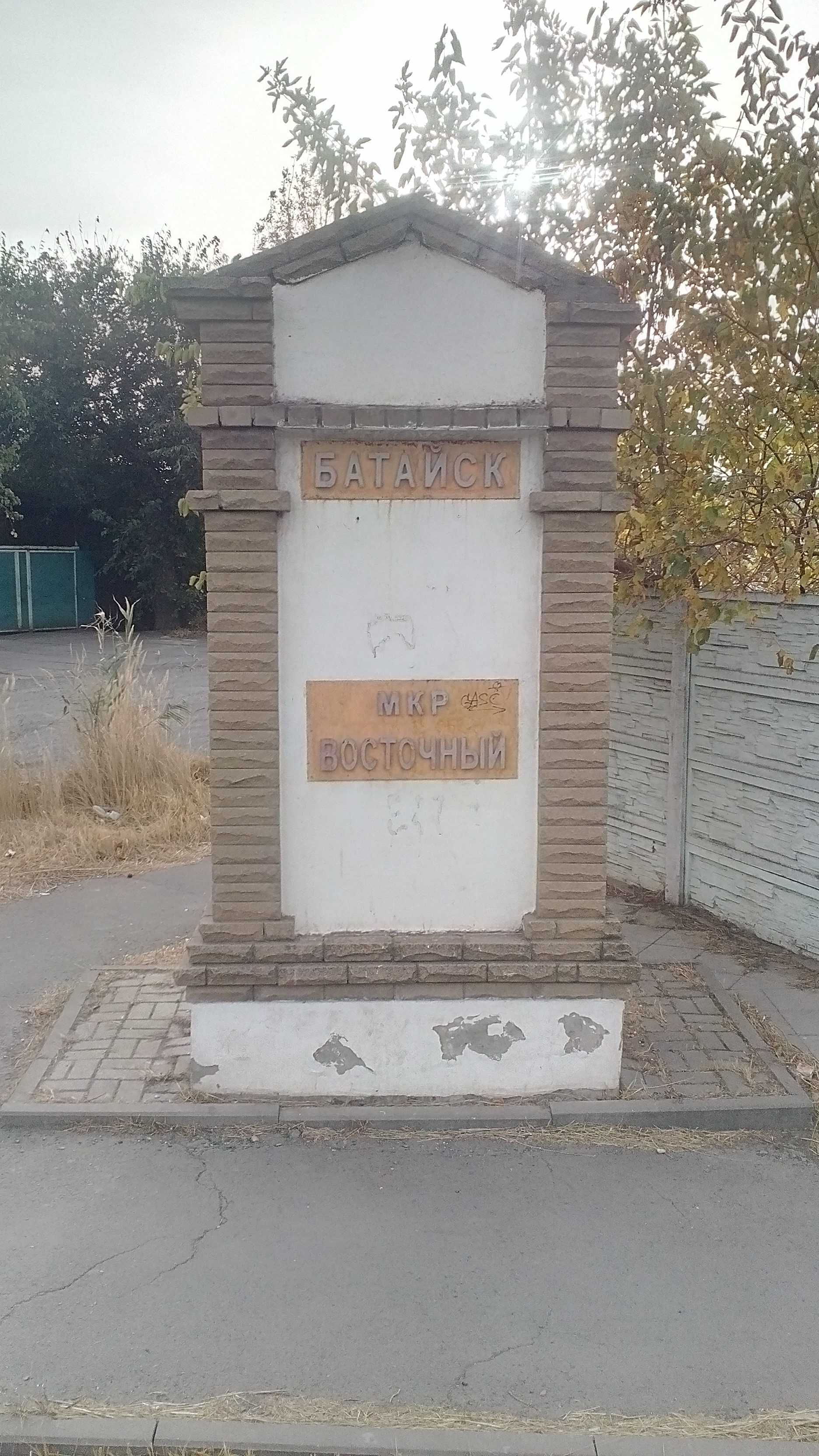
Стела Восточного микрорайона
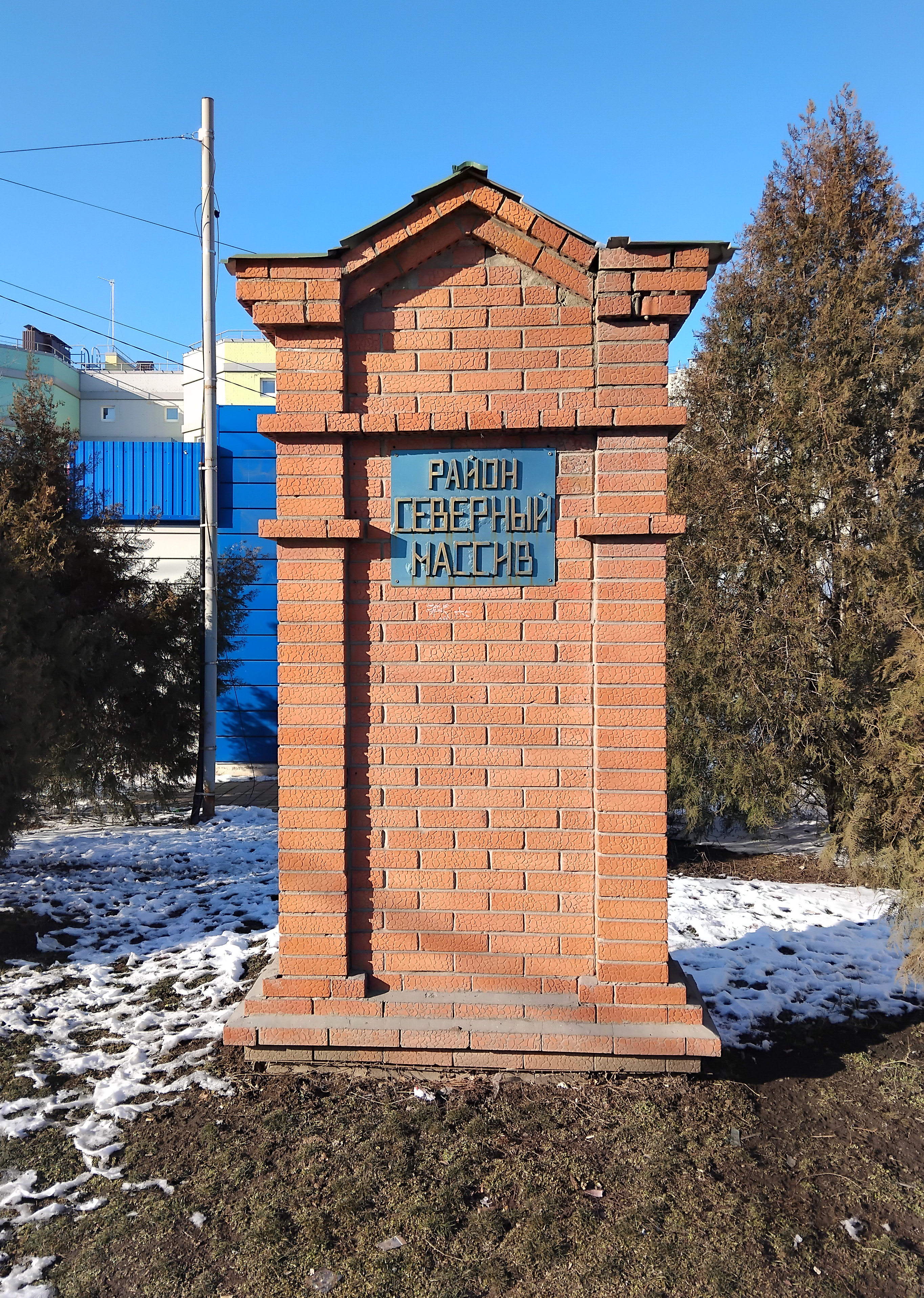
Стела микрорайона Северный массив
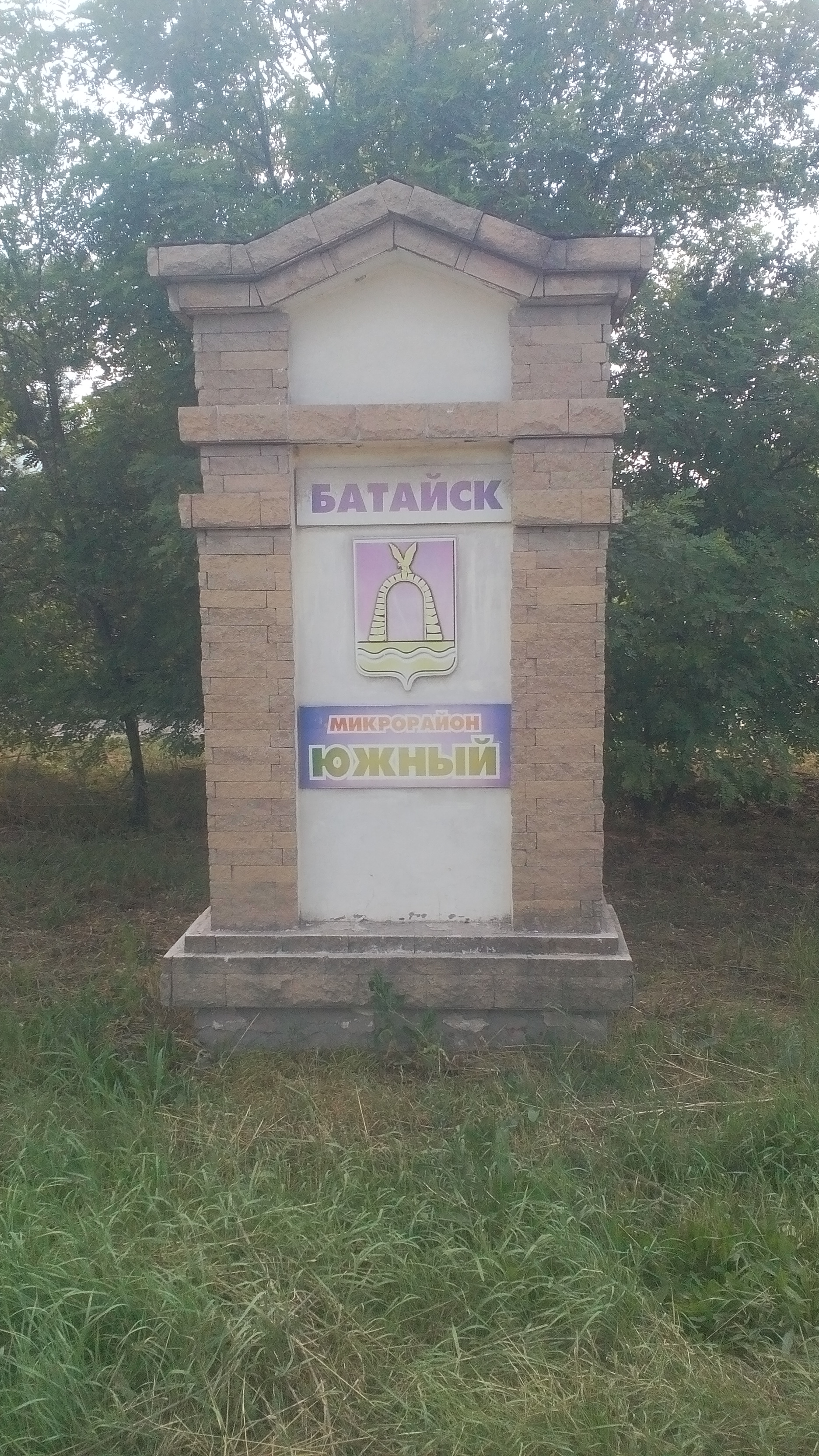
Стела микрорайона Южный

## Население
| 1897     | 1904     | 1926     | 1939     | 1959     | 1962     | 1967     | 1969     | 1970     | 1973     | 1976     |
| -------- | -------- | -------- | -------- | -------- | -------- | -------- | -------- | -------- | -------- | -------- |
| 14 000   | ↗17 616  | ↗23 000  | ↗48 000  | ↗65 158  | ↗72 000  | ↗85 000  | ↗91 000  | ↘85 306  | ↗94 000  | ↘91 000  |
| 1979     | 1982     | 1986     | 1987     | 1989     | 1992     | 1994     | 1996     | 1998     | 2000     | 2001     |
| ↘90 123  | ↗94 000  | ↗97 000  | ↗98 000  | ↘91 930  | ↗93 700  | ↗94 800  | ↗96 700  | ↗97 600  | ↘95 900  | ↘94 900  |
| 2002     | 2003     | 2004     | 2005     | 2006     | 2007     | 2008     | 2009     | 2010     | 2011     | 2012     |
| ↗107 438 | ↘107 400 | ↘105 900 | ↘104 800 | ↘104 000 | ↘103 100 | ↘101 200 | ↗102 226 | ↗111 843 | ↗112 411 | ↗114 337 |
| 2013     | 2014     | 2015     | 2016     | 2017     | 2018     | 2019     | 2020     | 2021     | 2024     |          |
| ↗115 696 | ↗117 405 | ↗119 807 | ↗122 247 | ↗124 705 | ↗126 769 | ↗127 654 | ↗127 919 | ↘126 988 | ↘124 987 |          |

На 1 января 2025 года по численности населения город находился на 139-м месте из 1124 городов Российской Федерации.
Батайск в последние годы имеет устойчивую тенденцию к увеличению численности населения города исключительно за счёт миграции из других населённых пунктов Ростовской области и других регионов России. На 1 января 2018 года численность населения города Батайска составила 126 769 человек.
В городе имеются два главных кладбища: Новостроенское (закрыто в 1994 году) и Красный сад. Также в микрорайоне Авиагородок расположено небольшое локальное кладбище с могилами военных.
Национальный состав
По данным переписи 1926 года по Северо-Кавказскому краю, в населённом пункте числилось 22 863 жителя (11 009 мужчин и 11 854 женщины), из которых украинцы — 81,3 % или 18 586 чел., русские — 15,5 % или 3 545 чел., белорусы — 1,3 % или 289 чел.
Национальный состав
По итогам переписи населения 2020 года проживали следующие национальности (национальности менее 0,1 % и другое см. в сноске к строке «Другие»):
| Национальность | Численность, чел. | Доля     |
| -------------- | ----------------- | -------- |
| Русские        | 105 613           | 91,85 %  |
| Армяне         | 2299              | 2,00 %   |
| Корейцы        | 803               | 0,70 %   |
| Украинцы       | 633               | 0,55 %   |
| Езиды          | 415               | 0,36 %   |
| Цыгане         | 363               | 0,32 %   |
| Азербайджанцы  | 334               | 0,29 %   |
| Грузины        | 194               | 0,17 %   |
| Татары         | 153               | 0,13 %   |
| Узбеки         | 117               | 0,10 %   |
| Другие         | 4060              | 3,53 %   |
| Итого          | 114 984           | 100,00 % |

## Религия

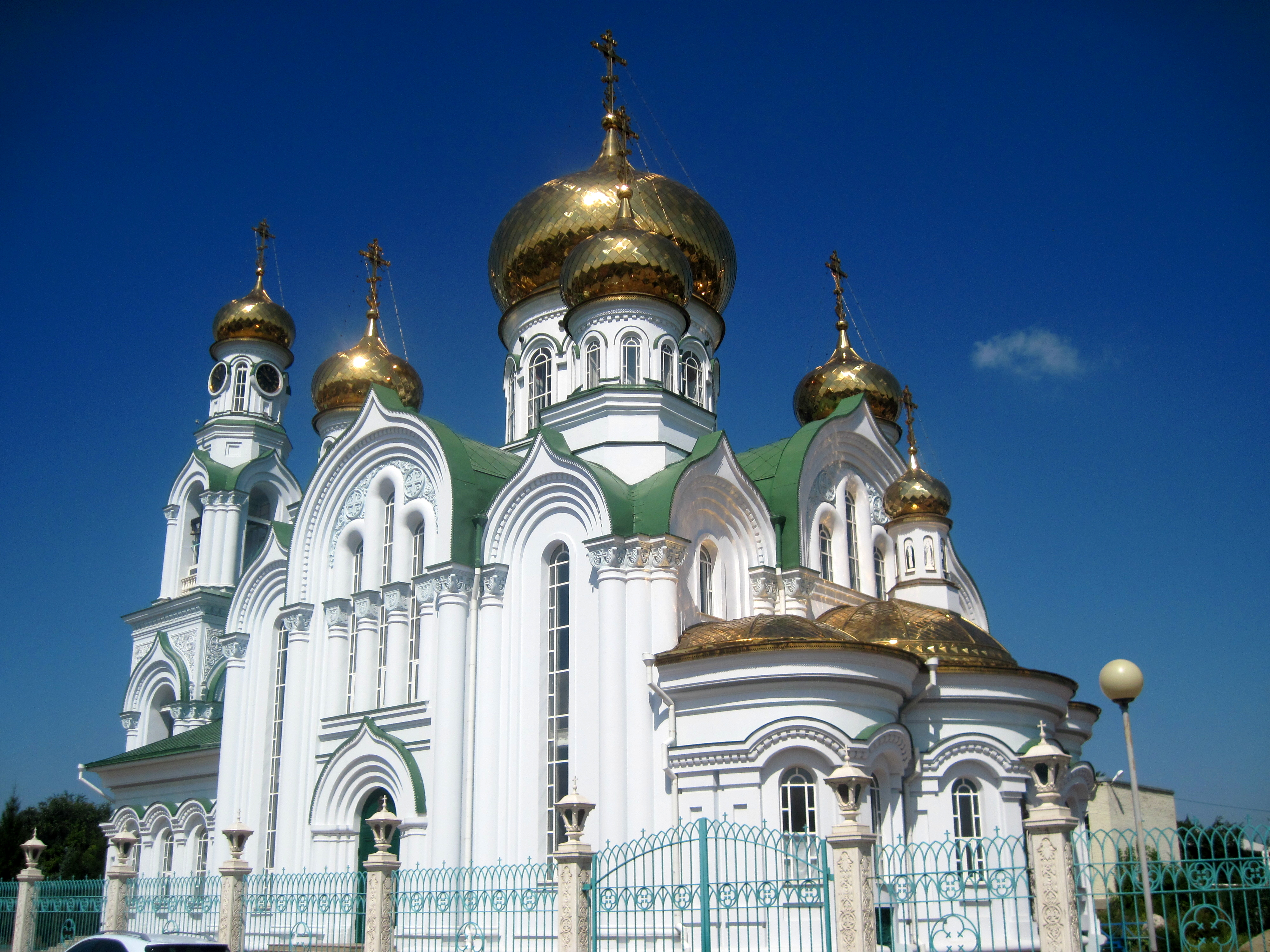
Храм Святой Троицы

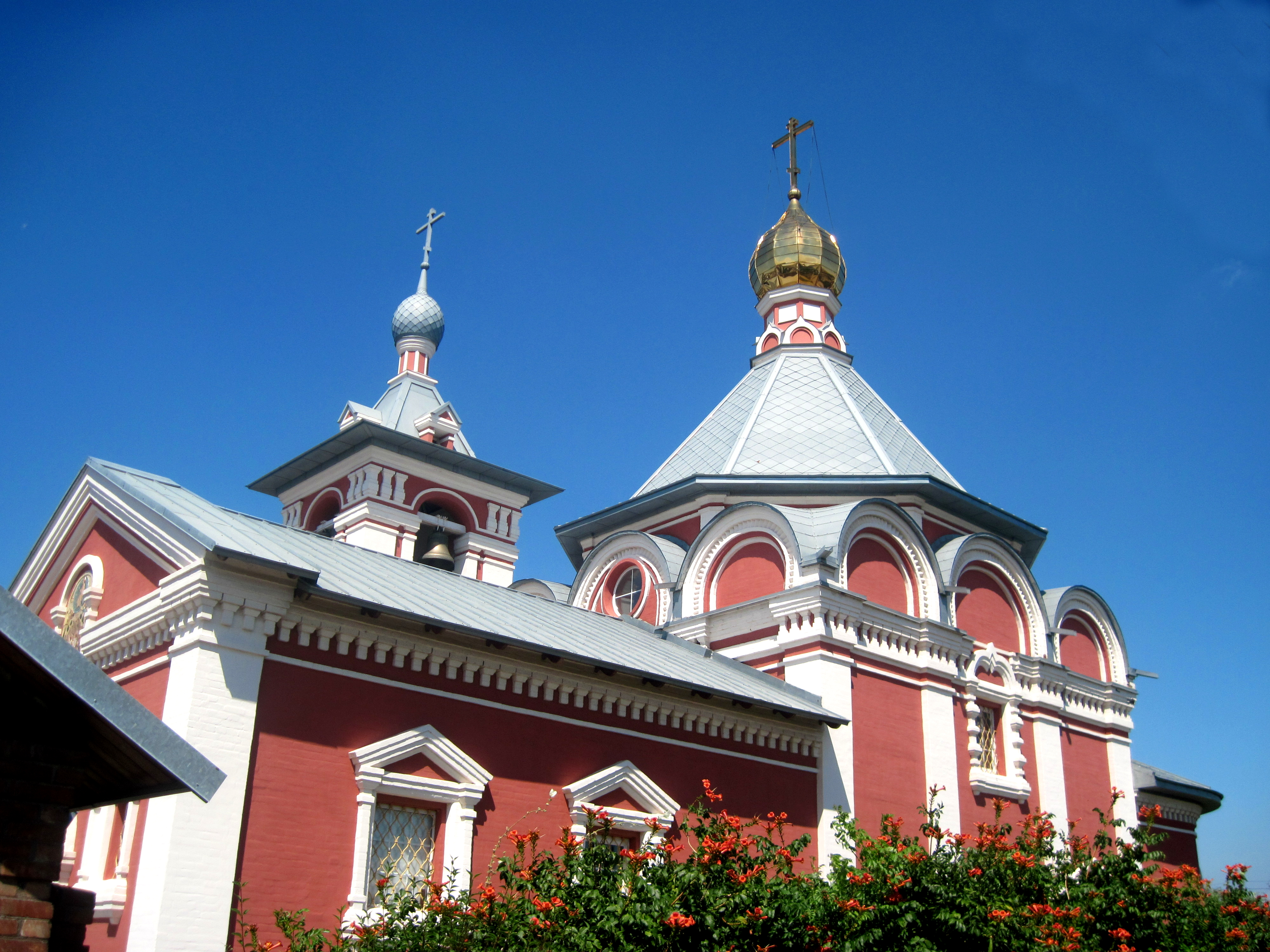
Храм Вознесения Христова

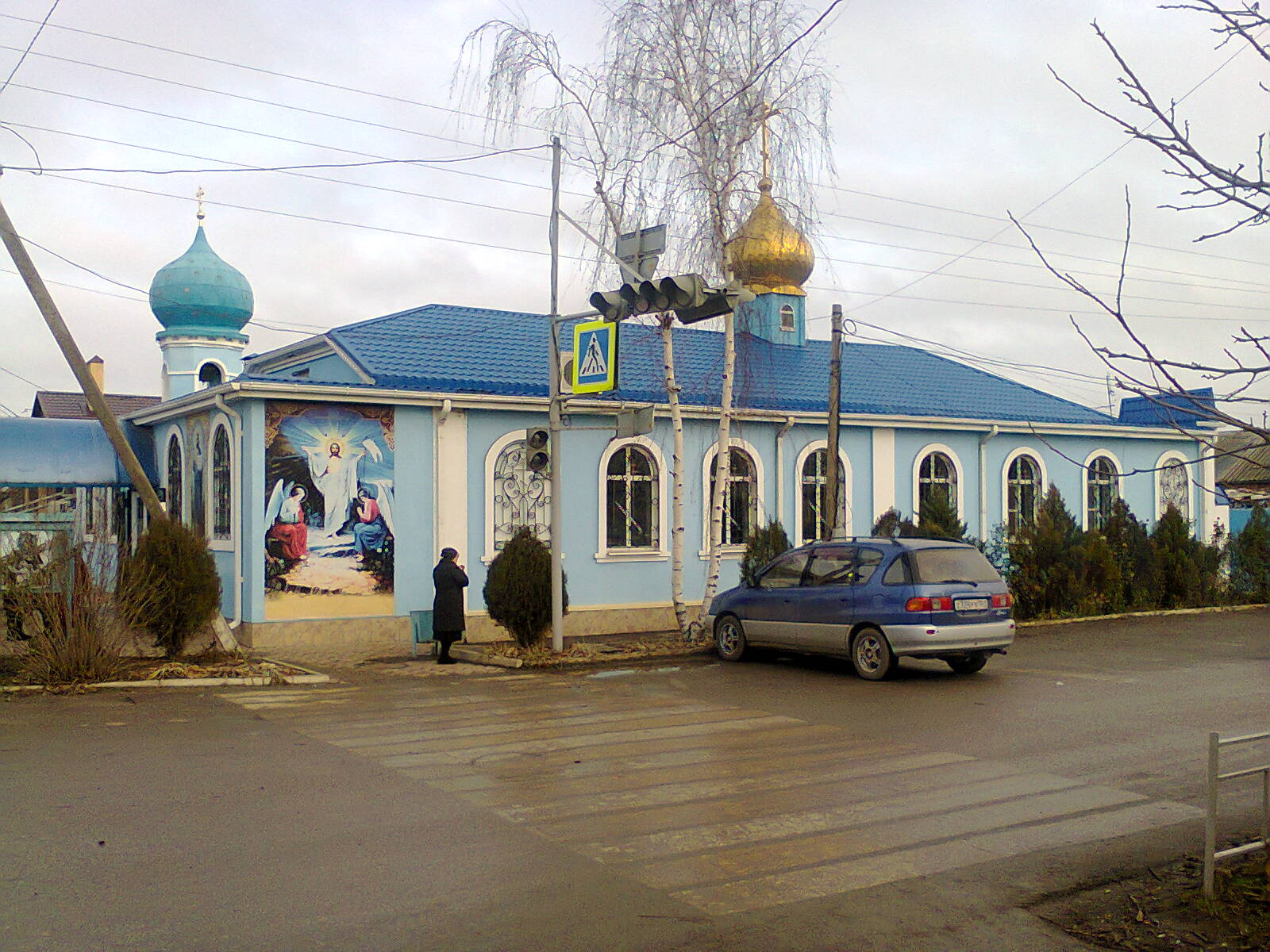
Церковь Покрова Пресвятой Богородицы

Начало строительства православных храмов в Батайске связано с XVIII веком. 30 апреля 1783 года Новороссийский протоиерей Иоанн Андреев освятил место и положил закладку на сооружение в селе Койсуг церкви Успения Пресвятой Богородицы. 30 декабря 1783 года Успенская церковь была освящена и открыто в ней богослужение. В 1864 году была построена новая церковь Успения Пресвятой Богородицы. Она была каменной. При храме располагались две школы — церковно-приходская и земская. В 1936 году церковь была разрушена, сейчас на этом месте находится школа № 4.
В 1798 году жители казённой слободы Батайска приняли решение построить деревянную церковь во имя Святого Архистратига Михаила и открыть в слободе своей самостоятельный приход. 8 феврали 1800 Новороссийской духовной консисторией было дозволено строительство церкви. А 7 июня 1800 года Святейший Синод своим указом решение подтвердил. В 1805 году из дачи села Батайск была выделена земля для возведения церкви во имя Святого Архистратига Михаила.
Во второй половине XIX века в Батайске были возведены храмы Покрова Пресвятой Богородицы и Святой Одигитрии. Покровская церковь находилась на территории современной школы № 10. В 1937 году оба храма были разрушены. На месте храма Святой Одигитрии в XXI веке был возведён храм Троицы Живоначальной.
В 1915 году близ станции Батайск начали возводить храм во имя Святого Николая Мирликийского Чудотворца. Он был заложен в честь восшествия на престол императора Николая Второго. К 1 февраля 1916 года строительство первой очереди храма было закончено — возведены стены и купола, своды забетонированы, установлены деревянные стропила на крыше и купола.
Был на территории Батайска ещё один храм. Он находился на улице Рабочей, там, где сейчас расположен детский сад «Звездочка».
В настоящее время в Батайске находится вновь отстроенный храм в честь Святой Троицы. Выполнен в каноническом крестово-купольном стиле. На архитектурном конкурсе-смотре в городе Ставрополе признан самым красивым строящимся культовым зданием Юга России.
Другие храмы Батайска:
- Храм Покрова Пресвятой Богородицы[62]
- Князь-Владимирский Храм[63]
- Храм Вознесения Господня
- Свято-Николо-Матроновский храм[64]
- Храм Иоанна Русского[65]
- Пантелеимоновский храм

Кроме того, есть церкви и молитвенные дома баптистов, пятидесятников, католиков и других религий.

## Экономика
Предприятия Батайска:
- «Батайский завод стройдеталь» — производство бетона, керамзитобетона и ЖБИ[66].
- «БЭМЗ» — Батайский энергомеханический завод, основан в 1946 году как предприятие мобилизационного резерва; производство конструкций контактной сети для железных дорог.
- «Конструкция» — производство опор ЛЭП, вышек мобильной связи, опалубочных щитов и других металлоконструкций.
- «Резметкон» — производство резервуаров для хранения нефти, баков-аккумуляторов для воды, зернохранилищ, водонапорных башен и пр.
- «АПРЗ» — авиаприборный ремонтный завод, основан 1 января 1927 года; изготовление и капитальный ремонт вооружения и военной техники.
- «Электросвет» ВОС — производство жгутов проводов для различных автозаводов.
- «Втормет» — крупный пункт сбора металлолома.
- После решения о выносе завода ОАО «Роствертол» в Батайскую промышленную зону, начались работы по перебазированию лётно-испытательной станции (ЛИС) на бывший военный аэродром Батайск.

Также в городе работают предприятия по ремонту строительного оборудования, ремонту и производству автокранов, автомобильных полуприцепов и другие. Имеются предприятия лёгкой и пищевой промышленности.

## Транспорт

### Железнодорожный транспорт
Батайск — крупная железнодорожная станция Северо-Кавказской железной дороги, крупный сортировочный узел, от станции Батайск железнодорожные линии отходят на Ростов-на-Дону, Азов, Краснодар, Сальск, Тихорецк.
Имеются предприятия железнодорожного транспорта: эксплуатационное локомотивное депо Батайск (ТЧЭ-6), эксплуатационное вагонное депо Батайск, вагонное ремонтное депо Батайск АО «ВРК-1», Батайская дистанция пути, Батайская дистанция сигнализации, централизации и блокировки.

### Автомобильный транспорт
Через территорию муниципального образования «Город Батайск» проходят автомобильные дороги федерального (М-4 «Дон»), регионального и местного значения.

### Городской общественный транспорт
Автомобильный транспорт представлен автобусами большой, средней и малой вместимости, а также частными такси.
Автобусы
Внутригородской автобусный транспорт представлен девятью маршрутами:
- № 2 Вокзал — Наливная
- № 3 Вокзал— свх. Обильный
- № 3А Вокзал — Западный Батайск (ул. Ставропольская)
- № 4 Вокзал — Кирпичный завод
- № 5 Вокзал — пос. Залесье
- № 6 Вокзал — Авиагородок
- № 6А Вокзал — Донская Чаша
- № 7 Вокзал — РДВС
- № 8 Вокзал — пос. Гайдаш

Стоимость проезда в городском транспорте Батайска с 1 октября 2020 составляет 24 рубля, для пенсионеров, не имеющих льгот (требуется справка из УСЗН) 12 рублей.
Кроме этого, город Батайск имеет межмуниципальное автобусное сообщение:
- № 201 Батайск — Ростов-на-Дону — Батайск (через Темерницкий мост).
- № 202 Батайск (Авиагородок) — Ростов-на-Дону — Батайск (Авиагородок).
- № 203 Батайск (Авиагородок) — Ростов-на-Дону — Батайск (Авиагородок) → по Восточному шоссе.
- № 204 Батайск (Кирпичный завод) — Ростов-на-Дону — Батайск (Кирпичный завод).
- № 205 Батайск — Ростов-на-Дону — Батайск (через РДВС).
- № 206 Красный Сад (Азовский р-н) — Ростов-на-Дону — Красный Сад (Азовский район).
- № 209 Батайск (ЖДВ) — Овощной (Азовский р-н) — Батайск (ЖДВ).
- № 210 Батайск (ЖДВ) — Красный сад (Азовский р-н) — Батайск (ЖДВ).
- № 211 Батайск (Западный) — Ростов-на-Дону — Батайск (Западный) (через Ворошиловский мост).
- № 212 Батайск (Западный) — Ростов-на-Дону — Батайск (Западный) (через Темерницкий мост).
- № 213 Батайск (Авиагородок по новой дороге) — Ростов-на-Дону — Батайск (Авиагородок по новой дороге) (через Ворошиловский мост)
- № 214 Батайск — Ростов-на-Дону — Батайск (через Ворошиловский мост).

Стоимость проезда в автобусах по маршрутам «Батайск — Ростов-на-Дону» с 1 октября 2021 года составляет 35 рублей.
Троллейбус (отменённый проект)
В 2012 году департамент транспорта Ростова-на-Дону планировал организовать троллейбусный маршрут в город Батайск. Маршрут троллейбуса планировался от площади Гагарина (Ростов-на-Дону) до Батайска, который должен был бы проходить по Ворошиловскому проспекту, затем по Красноармейской улице, далее, после захода на Главный железнодорожный вокзал, троллейбус по Большой Садовой улице должен возвращаться до Ворошиловского проспекта и затем (по Ворошиловскому мосту) следовать в город Батайск.
В настоящее время вопрос о проектировании и строительстве троллейбусной линии в город Батайск не обсуждается.

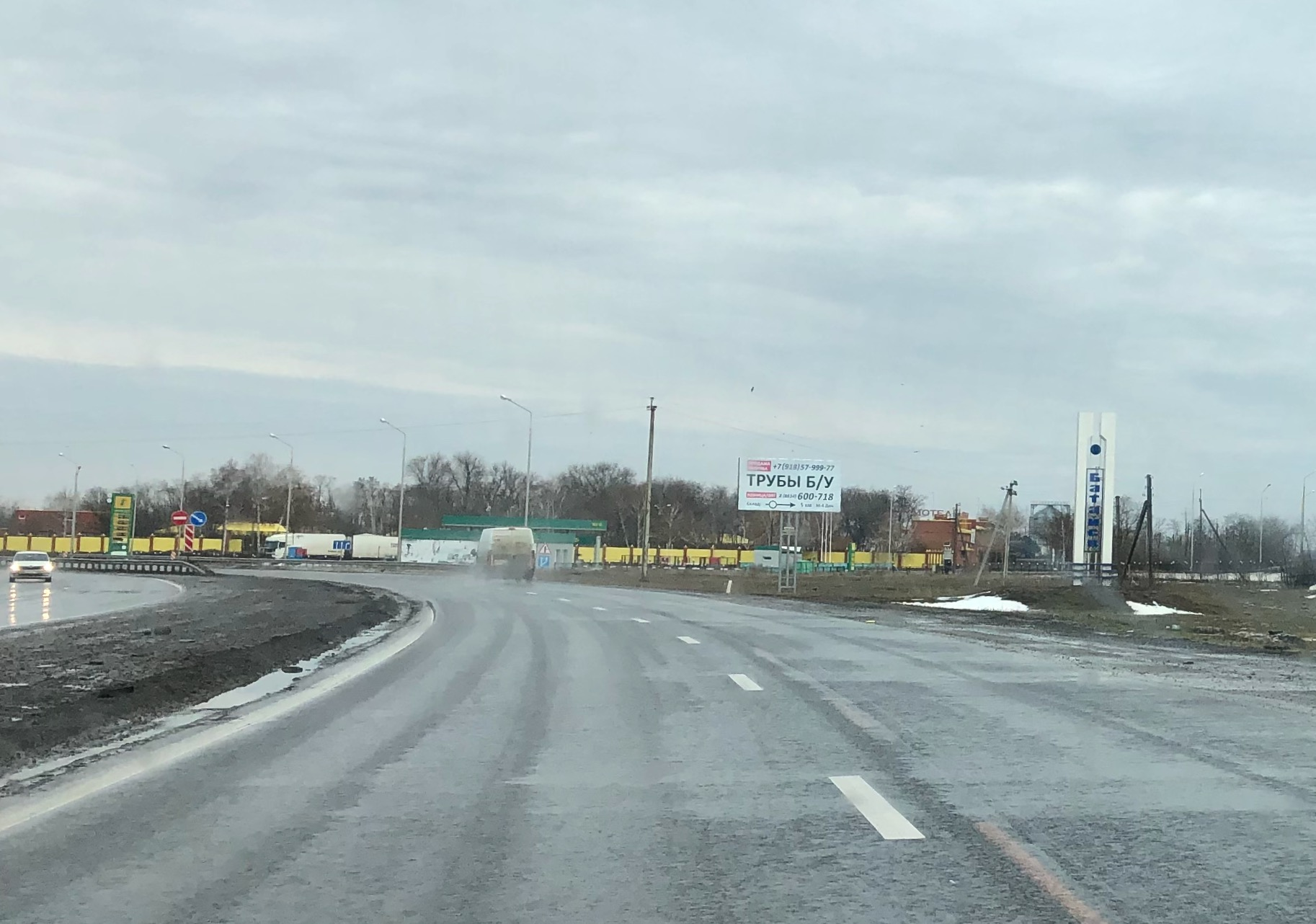
Трасса М4 (Е115)
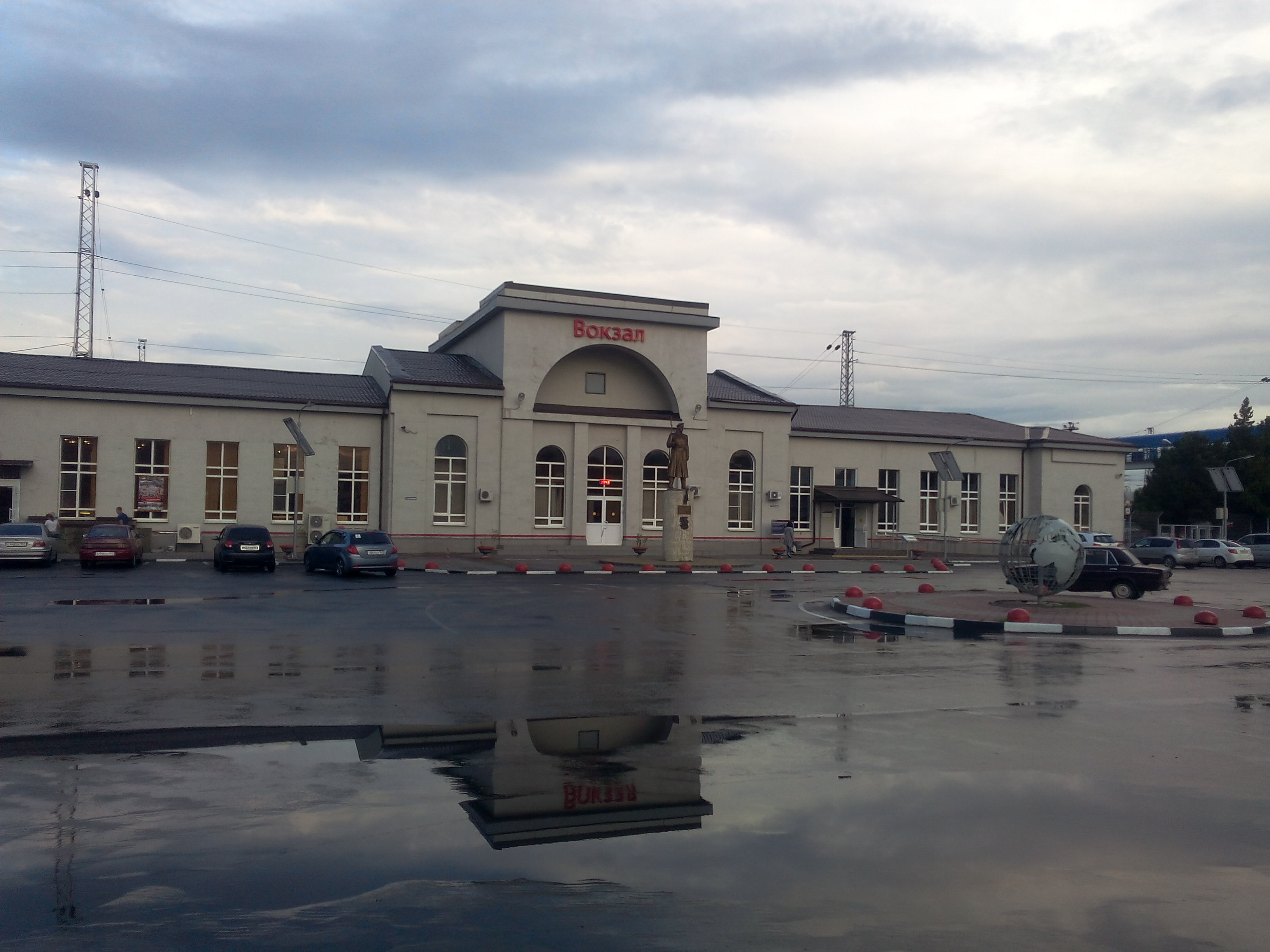
Железнодорожный вокзал станции Батайск
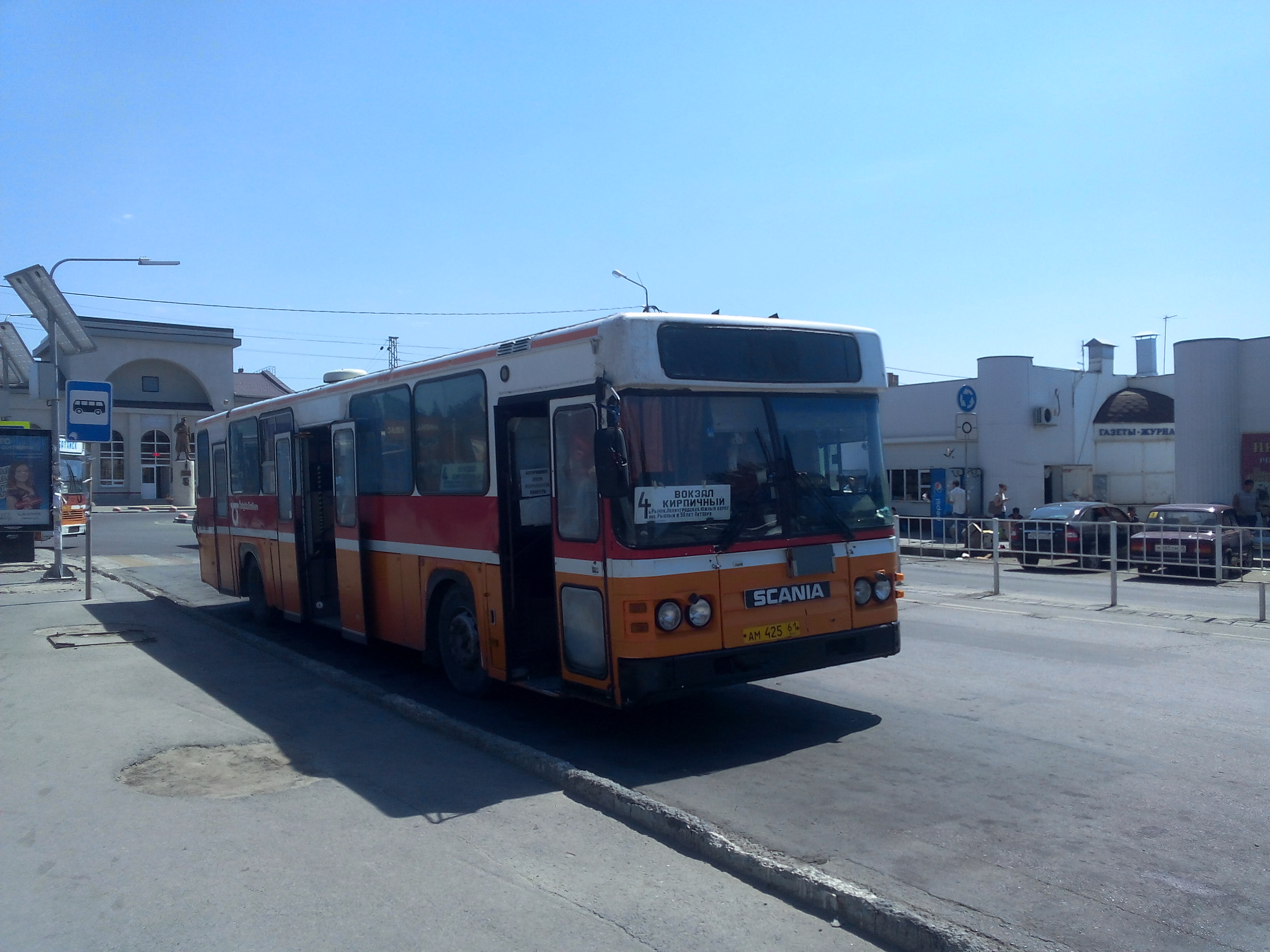
Автобус маршрута № 4 на конечной остановке «Ж-д вокзал»

## Образование
Среднее профессиональное образование
- Батайский техникум информационных технологий и радиоэлектроники (бывший профессиональный лицей № 43)
- БТЖТиС («Батайский техникум железнодорожного транспорта и строительства») (бывшее профессиональное училище № 42)

Среднее общее образование
Образовательную деятельность осуществляют восемь средних общеобразовательных школ (№ 2, 4, 5, 6, 8, 9, 12, 16), две гимназии (№ 7 и 21), два лицея (№ 3 и 10) и одна начальная школа полного дня (№ 1).
Дошкольное образование
В городе Батайске имеется 35 детских дошкольных учреждений различного типа (МБДОУ № 1, 2, 3, 4, 5, 6, 7, 8, 9, 10, 11, 12, 13, 14, 15, 16, 18, 19, 20, 21, 22, 23, 24, 25, 26, 27, 28, 29, 30, 35, 45, 52, 121, 148, 149), а также два обособленных структурных подразделения действующих садов (ОСП «Кувшинка» ДОУ № 9 и ОСП «Антошка» ДОУ № 19).
Дополнительное образование
В городе имеются учреждения дополнительного образования:
- МБУ ДО Детско-юношеская спортивная школа Батайска
- МБУ ДО Детско-юношеская спортивная школа № 2 Батайска (бассейн, стадион)
- МБУ ДО Дом детского творчества[72]
- МБУ ДО Центр детский эколого-биологический
- МБУ ДО Центр детского технического творчества
- МБУ ДО Центр развития детей и юношества на основе инновационных технологий (ЦИТ)
- Центр инновационных технологий «Кванториум» (открыт в 2019 году)
- МБУ ДО Детская музыкальная школа № 1 Батайска
- МБУ ДО Детская школа искусств Батайска
- МБУ ДО Детская музыкальная школа № 3 Батайска
- МБУ ДО Детская художественная школа Батайска

## Медицина

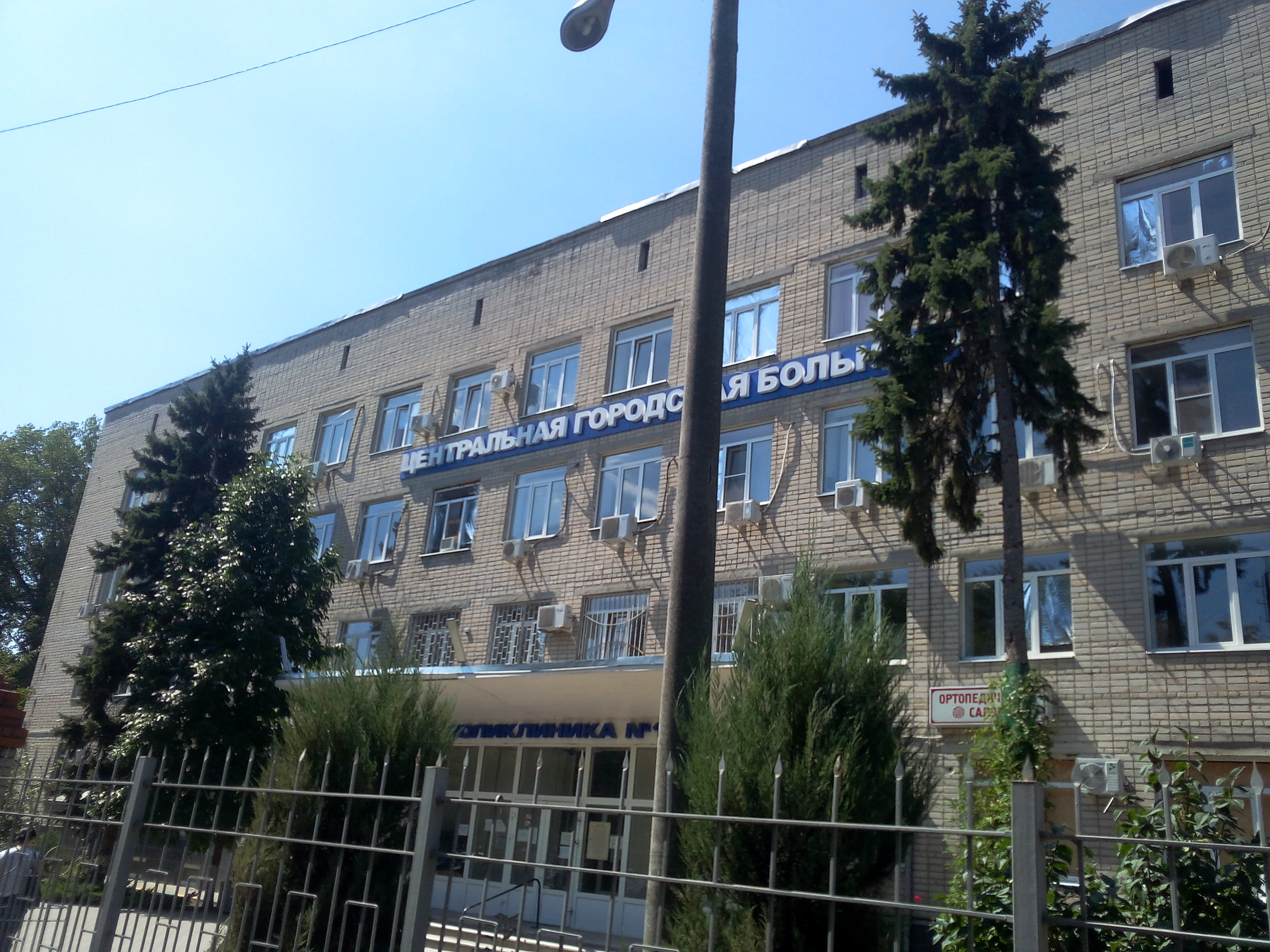
Центральная городская больница Батайска

Пандемия COVID-19
МЫ ВМЕСТЕ

На территории города Батайска функционируют:
- МБУЗ «ЦГБ города Батайска Ростовской области»[73], которая в своей структуре имеет стационар на 568 коек, поликлинические отделения для взрослых № 1, 2, 3, 4, 5, 6; два поликлинических отделения для детей № 1 и № 2; женскую консультацию; отделение скорой помощи; стоматологическую поликлинику.
- Поликлиника № 2 со стационаром ЧУЗ «Клиническая больница „РЖД-Медицина“ г. Ростов-на-Дону»[74].
- В городе широко развита аптечная сеть различных форм собственности.
- Во время пандемии COVID-19 в Батайске, как городе-спутнике Ростова-на-Дону, отмечалось большое количество заболевших.[75][76] На стене одного из домов города была создана картина, посвящённая тем, кто боролся за жизнь горожан.

## Культура и искусство

### Библиотеки
- Центральная городская библиотека им. М. Горького
- Центральная городская детская библиотека им. Н. К. Крупской
- Библиотека № 1 им. В. Маяковского
- Библиотека № 2 им. А. П. Чехова
- Библиотека № 3 им. А. С. Пушкина
- Библиотека № 4 им. Л. Н. Толстого
- Библиотека № 5 им. М. Ю. Лермонтова
- Библиотека № 7 им. С. Есенина
- Библиотека № 9 им. Н. Некрасова
- Библиотека № 10 им. И. С. Тургенева

### Учреждения культуры
- МБУК «Городской культурно-досуговый центр»
- МБУК «Дом культуры железнодорожников» г. Батайск
- МБУК «Городской музей истории города Батайска»[77]
- Кинотеатр «Иллюзион»
- Городской парк культуры и отдыха имени Ленина[78]

### Памятники
- На центральной площади города установлен памятник В. И. Ленину.
- Паровоз-памятник — «В память о революционных, боевых и трудовых подвигах батайских железнодорожников».[79]
- Мемориал «Клятва поколений».
- Мемориал «Стена Памяти».
- В парке Авиаторов установлен памятник в виде стелы с самолётом МИГ-15.
- Памятник женской груди.
- Памятник Александру Пушкину и его жене Наталье Гончаровой — установлен на улице Кирова в 2013 году[80].
- Памятник героям Первой мировой войны — установлен на Привокзальной площади в 2014 году[81].
- Скульптура «Мишки» — открыта 1 июня 2019 года в городском парке[82].

Памятники православным святым
- Памятник апостолу Андрею Первозванному. Открыт 27 сентября 2003 г. Скульптор С. Исаков.
- Памятник Николаю Чудотворцу. Открыт 26 сентября 2008 г. Скульптор — С. Исаков.
- Памятник святым покровителям любви и верности князю Петру и княгини Февронии. Открыт 3 ноября 2011 г. Скульптор — С. Исаков.
- Памятник Иоанну Русскому. Открыт 15 октября 2012 г. Скульпторы — С. Олешня, А. Дементьев.
- Памятник Пантелеимону-целителю. Открыт 9 августа 2013 г. Автор С. Исаков.
- Памятник князю Владимиру. Открыт 16 октября 2015 г. Скульптор С. Исаков.

Некоторые памятники
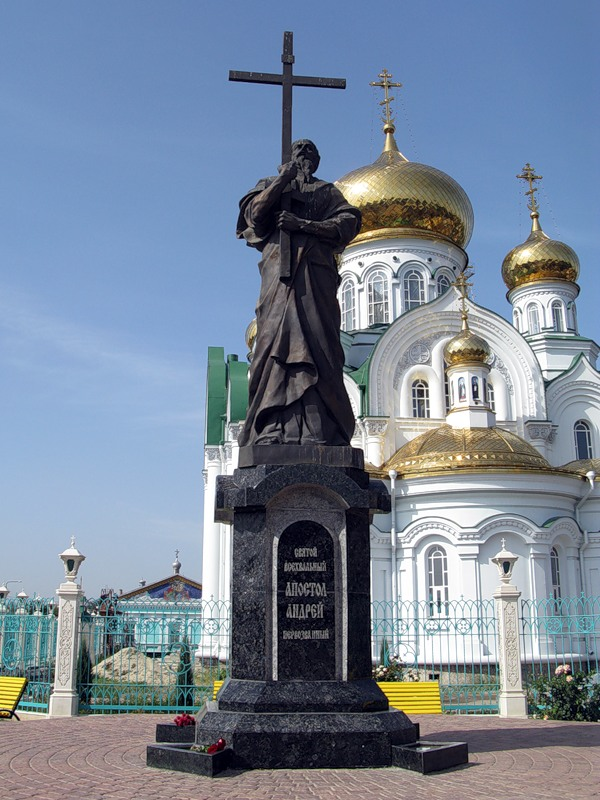
Андрею Первозванному
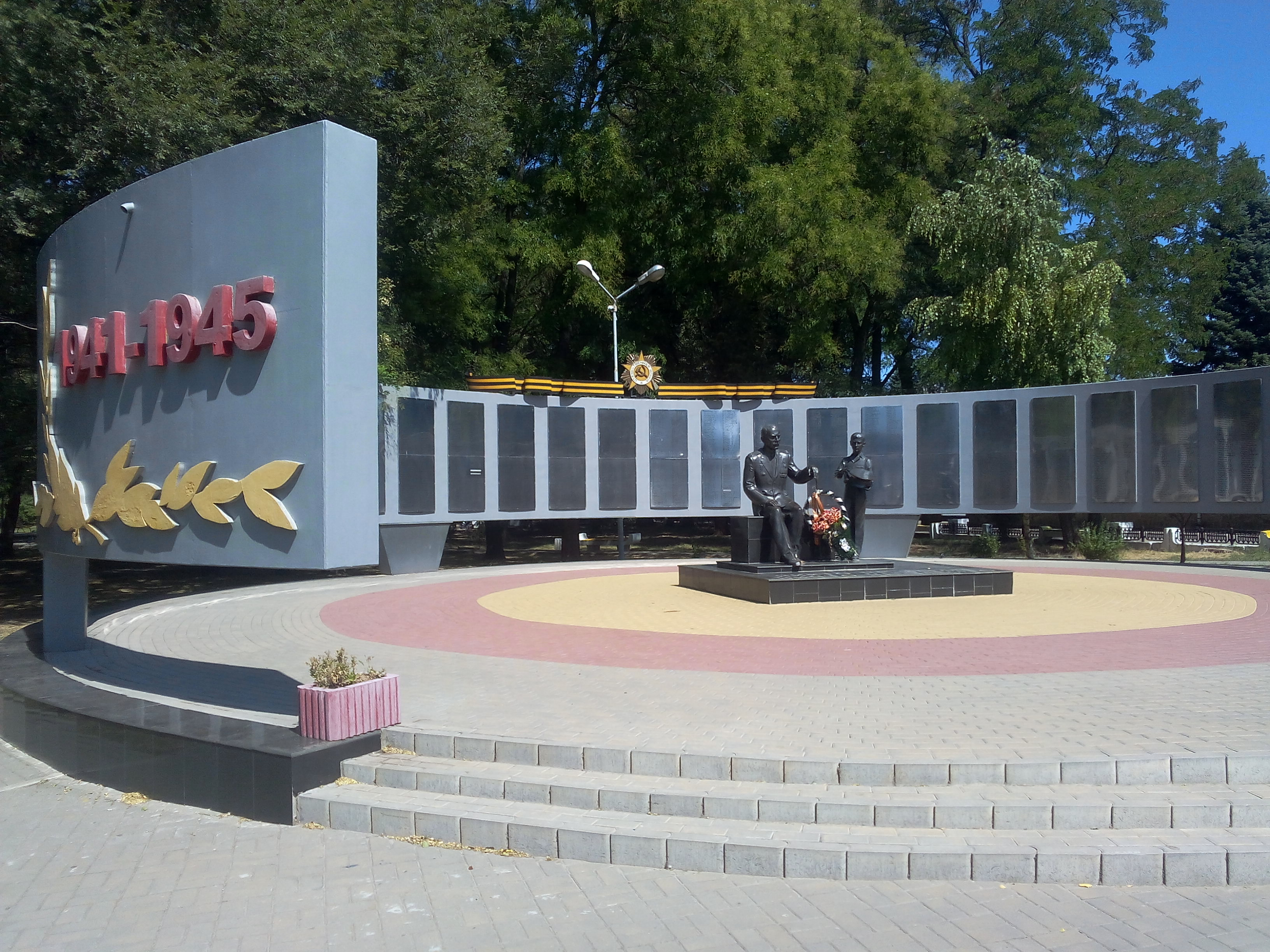
Мемориальный комплекс в городском парке
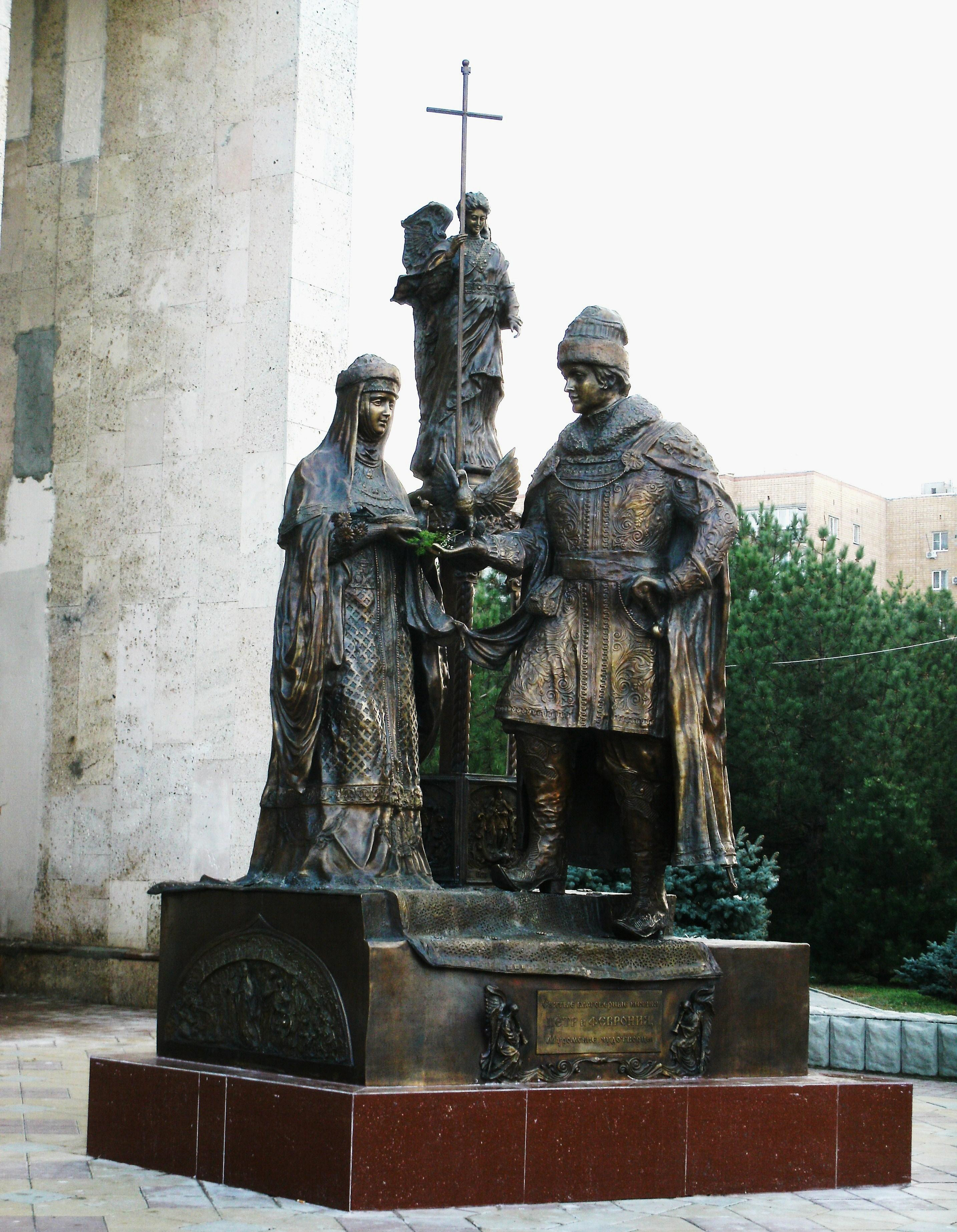
Святым Петру и Февронии
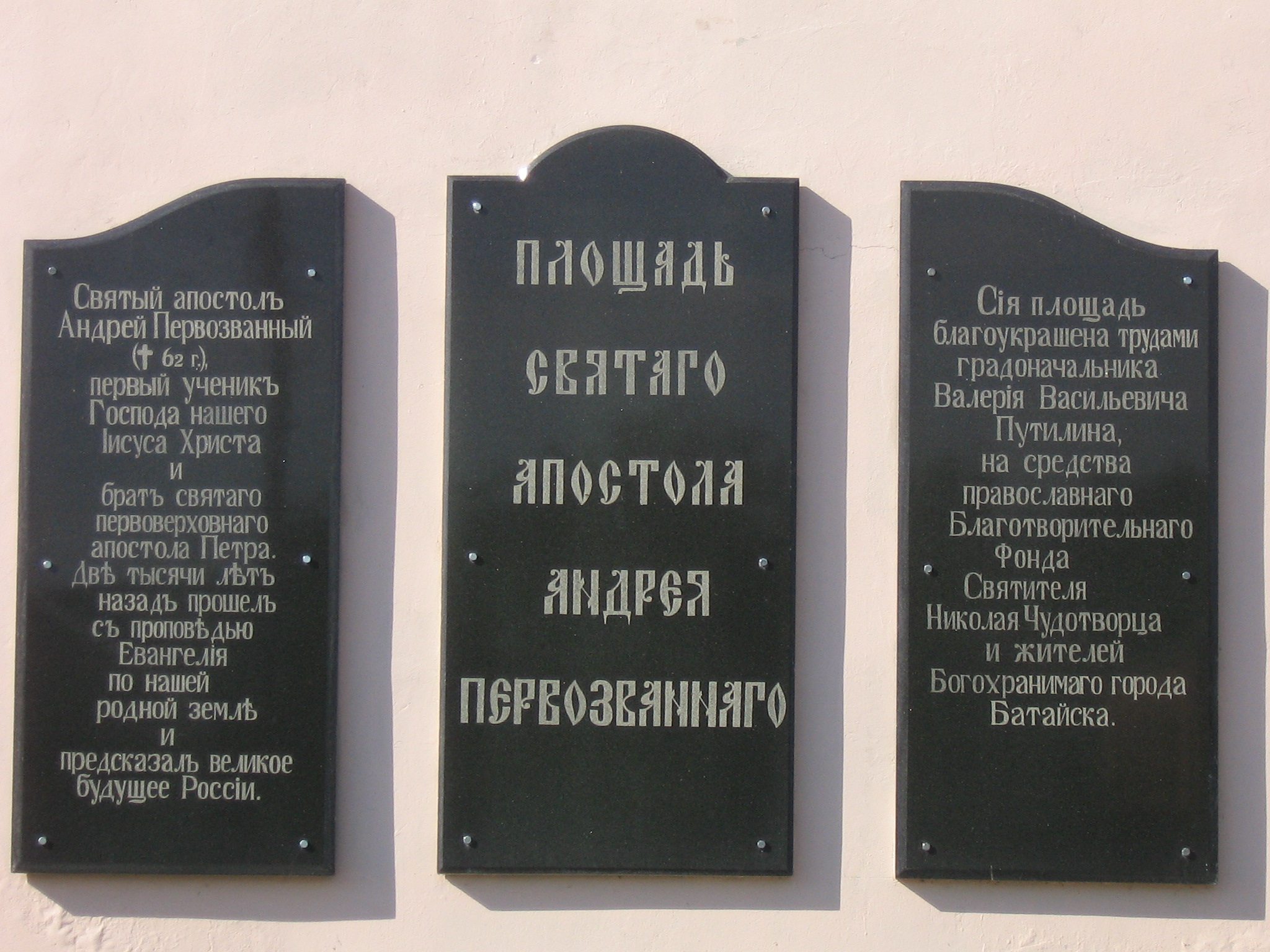
Мемориальная табличка на площади Андрея Первозванного
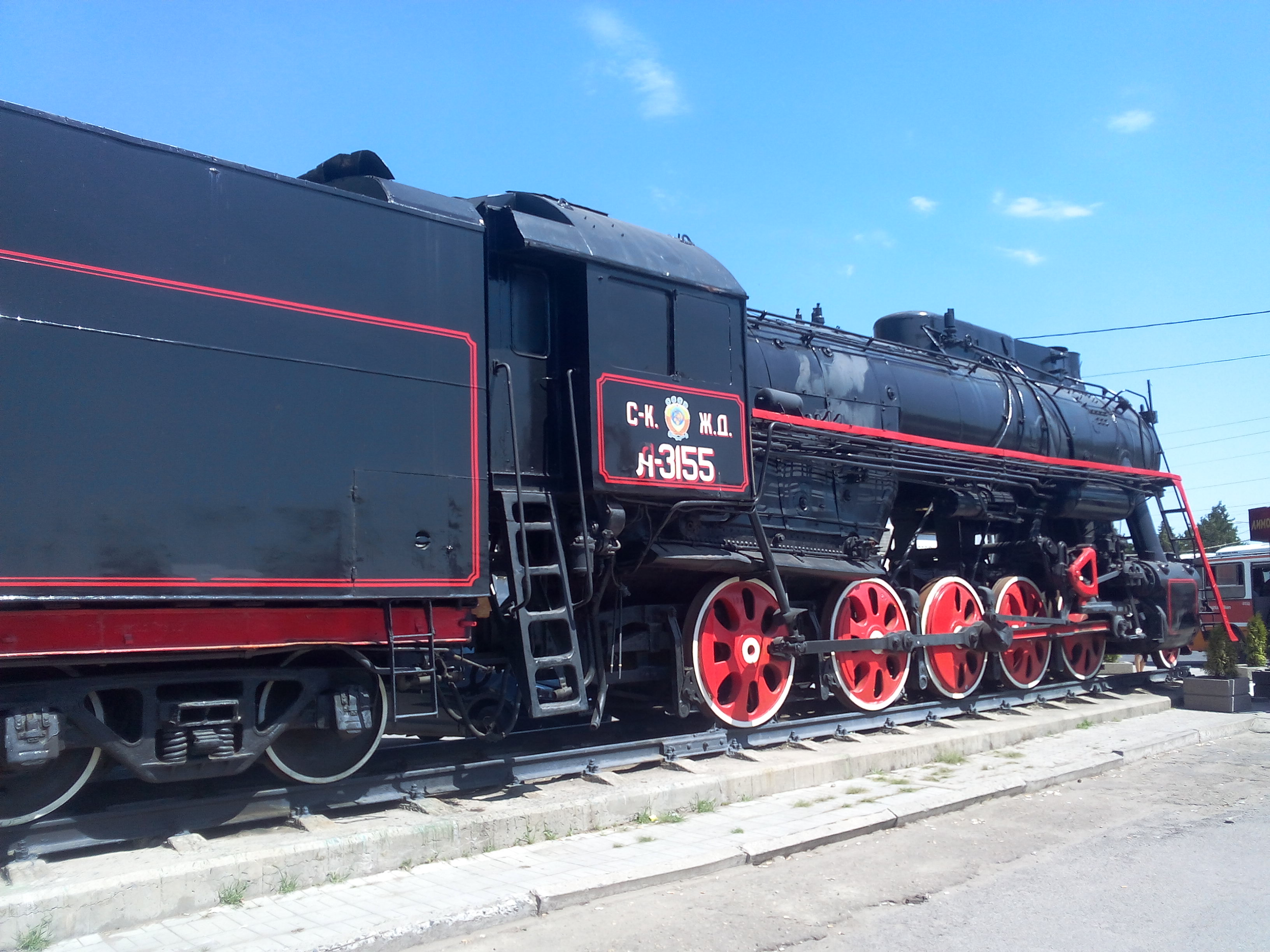
Памятник-паровоз А-3155 на привокзальной площади
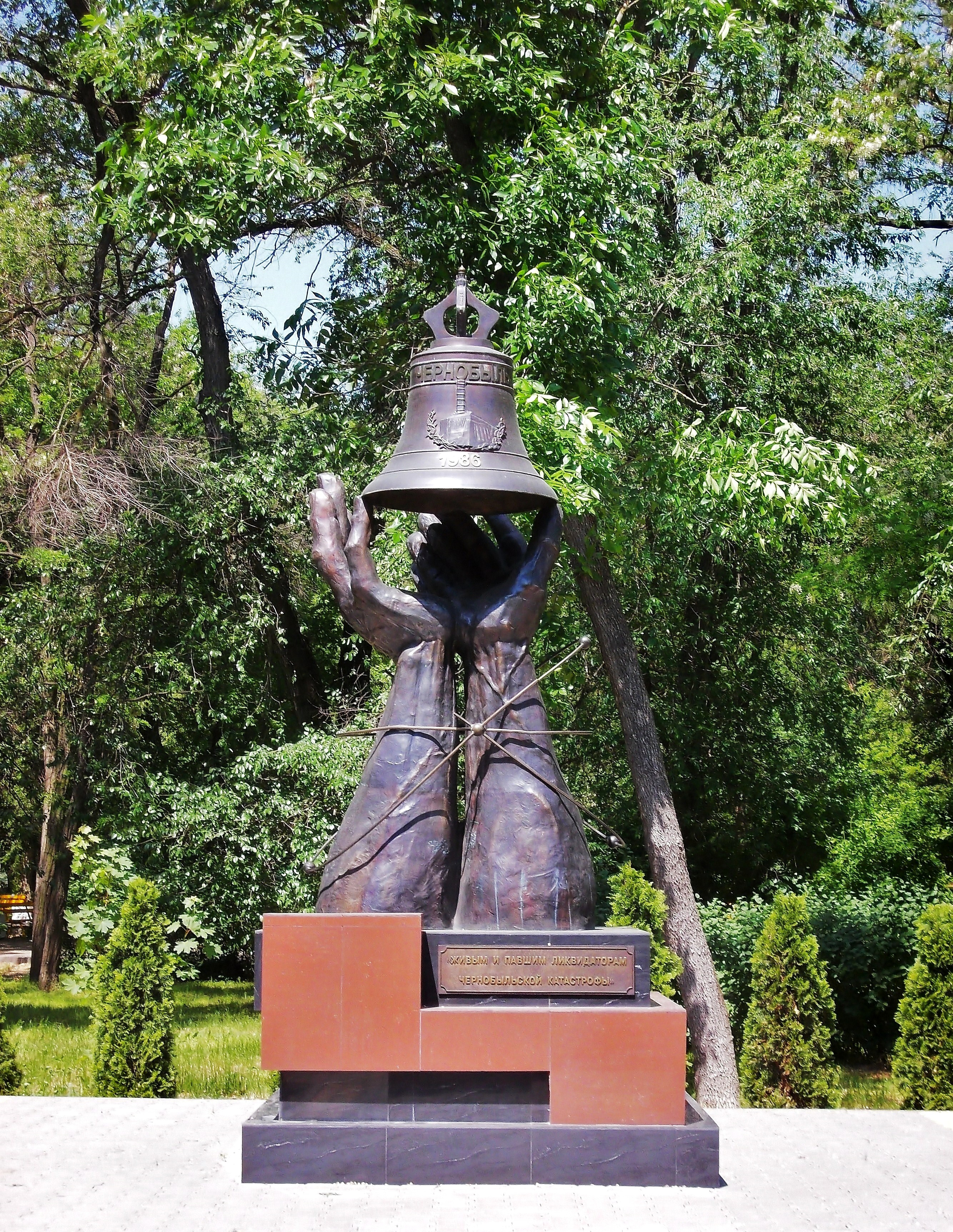
Героям Чернобыля
Погибшим венгерским военнопленным
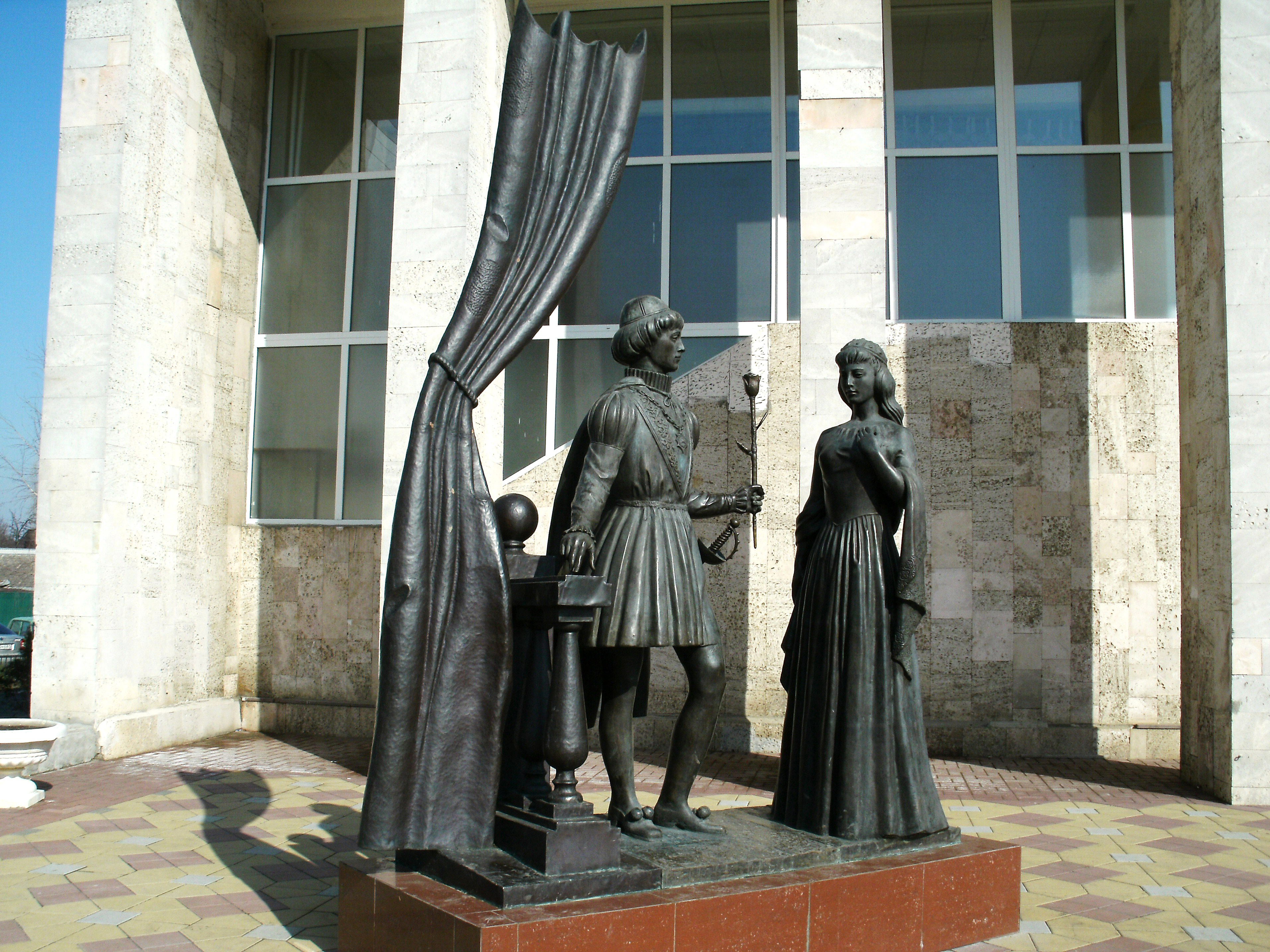
Памятник спектаклю про любовь

### Городские праздники
День города празднуется в последнее воскресенье сентября.

## Спорт
В городе Батайске имеется спортивный комплекс, плавательный бассейн, стадион, спортивные залы и другие спортивные сооружения.

## Средства массовой информации
Газеты
- Газета «Вперёд» — городская общественно-политическая газета, учредителями которой являются министерство внутренней и информационной политики Ростовской области, администрация города и муниципальное предприятие «Батайское информационное агентство „Вперёд“»[85].
- «Батайское время»[86] — независимая городская газета. Электронное периодическое издание «Батайское время»[87].
- Еженедельник «День в день» (городская газета объявлений, св. о регистрации СМИ ПИ № ФС 10-6510 от 22.02.2007).

Телевидение и радио
Вещание телевидения и радио ведётся из Ростова-на-Дону.

## Фотогалерея

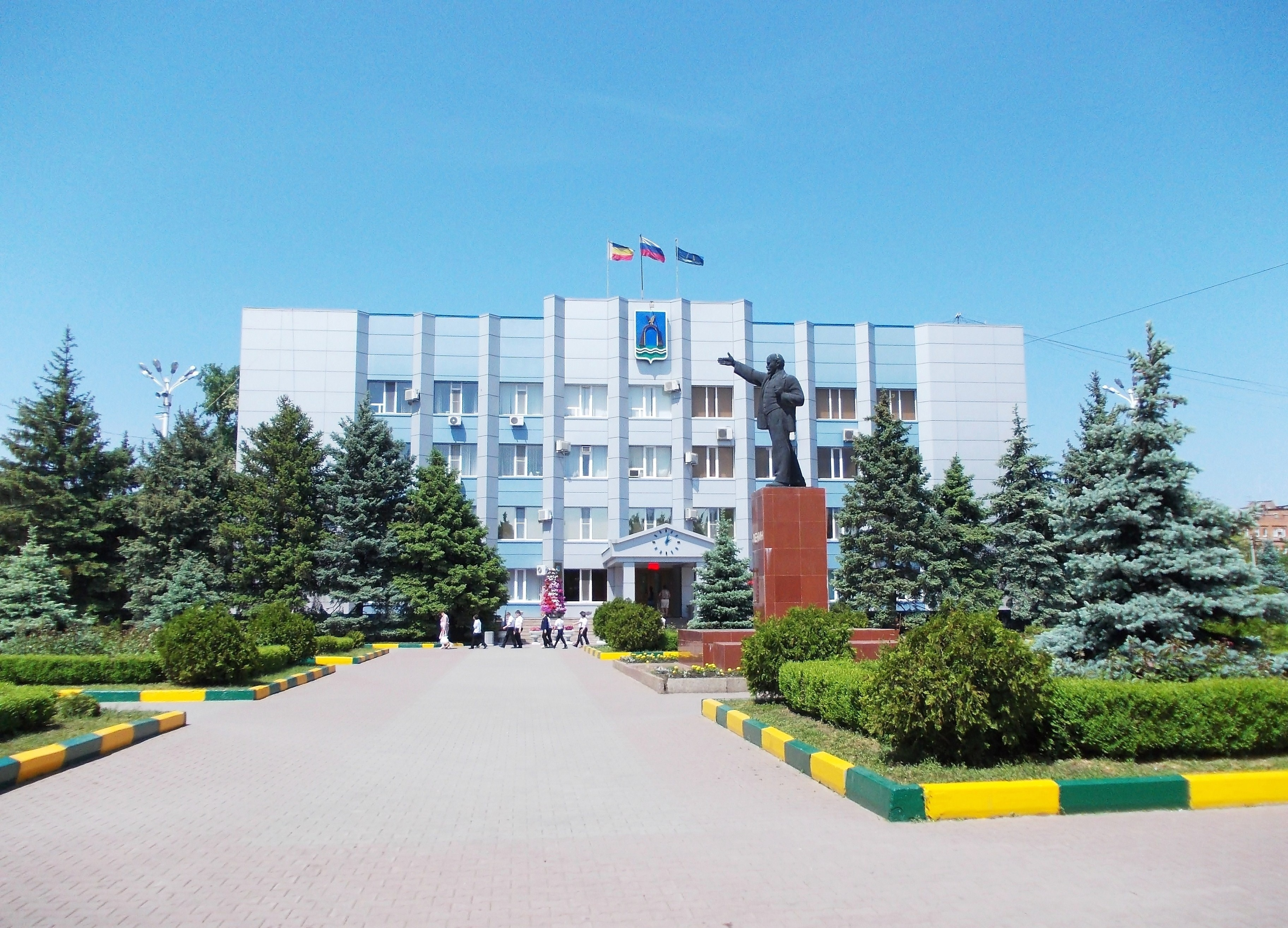
Площадь Ленина
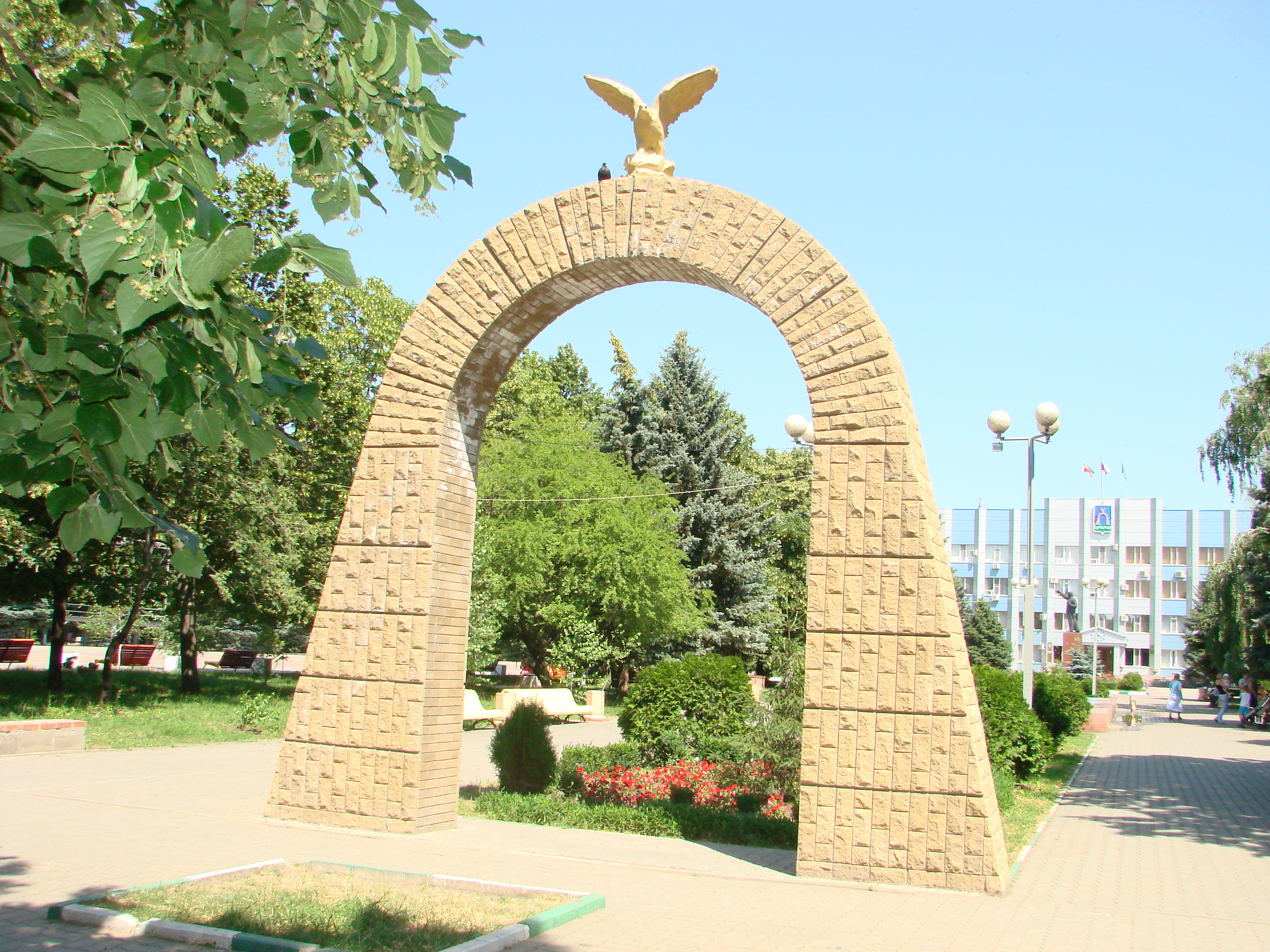
Арка, изображённая на гербе города
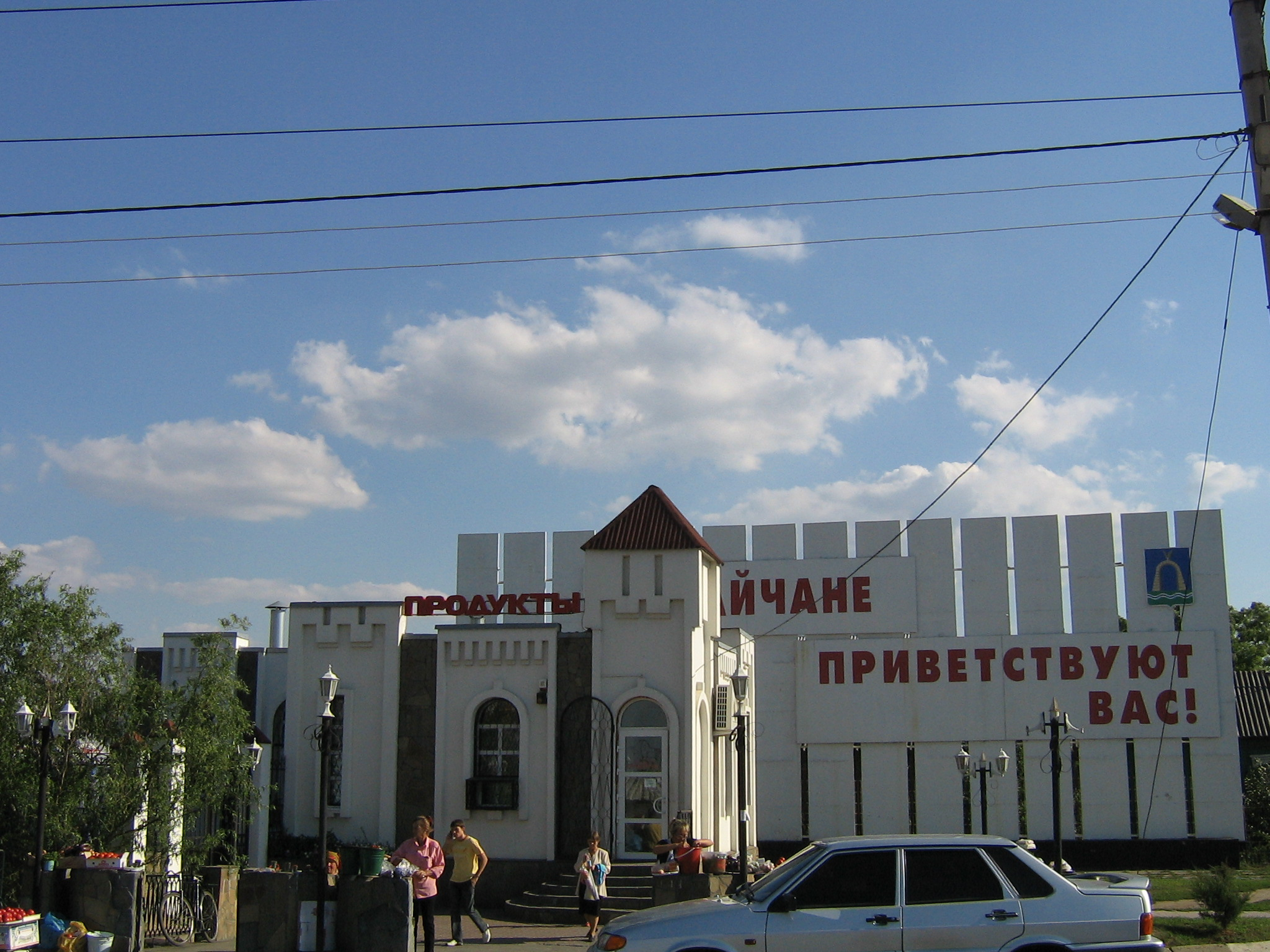
Лозунг на въезде в город
ЗАГС и прокуратура города
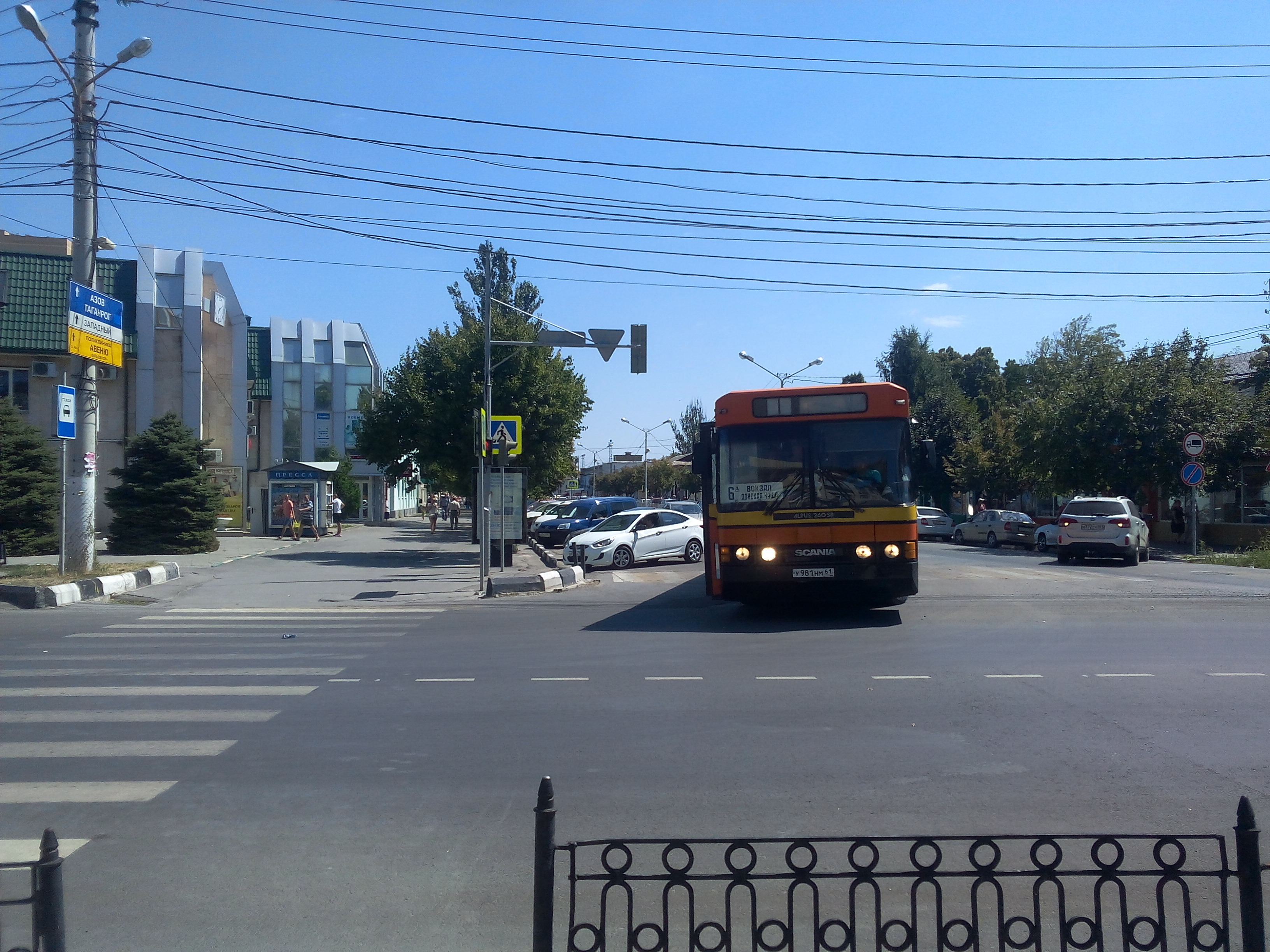
Улица Кирова

## Известные люди города

### Уроженцы
- Родившиеся в Батайске

### Почетные граждане

Памятная доска Почётным гражданам Батайска, выпускникам школы № 2

Почетные граждане города Батайска и год присвоения звания:
| 1967 год - Сердюк, Павел Ефимович - Баль, Платон Антонович - Иванюк, Ольга Ивановна - Макаровский, Михаил Александрович 1979 год - Комаров, Владимир Михайлович - Маресьев, Алексей Петрович - Горбатко, Виктор Васильевич - Хрунов, Евгений Васильевич - Лупырев, Иван Петрович - Желябина, Лидия Ивановна - Крахмальная, Мария Платоновна 1982 год - Кулиш, Николай Максимович - Ганоцкий, Леонид Александрович - Руденко, Пётр Алексеевич - Богданенко, Виктор Александрович 1983 год - Булгаков, Александр Иванович - Жуков, Иван Александрович 1999 год - Авилов, Юрий Иванович - Донцов, Николай Васильевич | 2000 год - Косарев, Виктор Александрович - Толопченко, Александр Степанович - Овлашенко, Пётр Николаевич 2001 год - Иванцов, Вячеслав Алексеевич 2002 год - Оноколов, Павел Иванович - Черкашин, Николай Иванович 2003 год - Киреев, Александр Иванович - Ераносян, Валентина Петровна 2004 год - Слюсарева, Ольга Анатольевна 2007 год - Березюк, Николай Николаевич 2008 год - Любченко, Юрий Павлович | 2011 год - Минц, Лев Абрамович - Павлятенко, Анатолий Алексеевич 2012 год - Лысенко, Татьяна Викторовна - Денисенко, Алексей Алексеевич - Лагойда, Роман Григорьевич - Фомин, Олег Евгеньевич 2015 год - Юркевич, Таисия Кузьминична |

Могилы почётных граждан
Косарев В. А.
Кулиш Н. М.
Любченко Ю. П.
Юркевич Т. К.

### Герои Отечества
| Герои Советского Союза: - Богданенко, Виктор Александрович - Иноземцев, Георгий Александрович - Котов, Александр Александрович - Леонов, Николай Иванович - Лупырев, Иван Петрович - Половинко, Поликарп Александрович | Герои Российской Федерации: - Гречаник, Владимир Павлович - Першиков, Василий Анатольевич | Полный кавалер ордена Славы: - Кальченко, Николай Карпович |

## Города-побратимы
| Страна | Город-побратим   | Год установления связи |
| ------ | ---------------- | ---------------------- |
| Сербия | Сремски-Карловци | -                      |
| Сербия | Нови-Бечей       |                        |